# Liste der Kulturdenkmale in Chemnitz-Zentrum, A–M
In der Liste der Kulturdenkmale in Chemnitz-Zentrum, A–M sind die Kulturdenkmale des Chemnitzer Stadtteils Zentrum verzeichnet, die bis September 2024 vom Landesamt für Denkmalpflege Sachsen erfasst wurden (ohne archäologische Kulturdenkmale) und deren Anschrift mit den entsprechenden Anfangsbuchstaben beginnt. Die Anmerkungen sind zu beachten.
Diese Aufzählung ist eine Teilmenge der Liste der Kulturdenkmale in Chemnitz.

## Liste der Kulturdenkmale in Chemnitz-Zentrum
| Bild                                    | Bezeichnung | Lage | Datierung | Beschreibung | ID       |
| --------------------------------------- | --- | --- | --- | --- | -------- |
|                                         | Denkmalschutzgebiet Chemnitz Brühl-Nordviertel (Vorschlag) | (Brühl) (Karte) | 19. Jahrhundert | Erstreckt sich auch auf Teile von Schloßchemnitz, baugeschichtlich von Bedeutung | 09247518 |
|                                         | Mietshaus in Ecklage in geschlossener Bebauung | Am Alten Bad 6 (Karte) | 1887 | Bestandteil eines der wenigen vollständig erhaltenen gründerzeitlichen Wohnquartiere im Stadtzentrum, baugeschichtlich und städtebaulich von Bedeutung | 09205976 |
|                                         | Fabrikbau mit Nebengebäude (ehemals Textilfabrik Karl Thiele) | Am Walkgraben 13 (Karte)                                                                                                  | 1908, erweitert 1914 (Bauakte der Fabrik); 1910–1915 (Remisengebäude) | Markanter Industriebau mit straffer Fassadengliederung in Ziegel und Kunststein, baugeschichtlich von Bedeutung. Sowohl die Straßen- als auch die Hoffassade mit geschossübergreifenden Pilastern sind vollständig verklinkert. Die mit geometrischem Dekor zurückhaltend gestaltete Fassade ist straff gegliedert. Die breiten Fensteröffnungen sind durch schmale Sandsteinstreben unterteilt. Es ist ein Eisenbetonskelettbau, der seit der letzten Sanierung 2011/2012 im Innenraum wieder erlebbar ist. Teile der Konstruktion wurden als Reparaturmaßnahme nach dem Bombenangriff auf Chemnitz mit preußischen Kappen ergänzt. Das Gebäude erhielt statt des mehrgeschossigen Pfettendaches ein flachgeneigtes Notdach, welches in der Sanierungsphase 2011/2012 durch ein vollverglastes Penthaus ersetzt wurde. Die Gestaltung der hofseitigen Fassade zeugt noch immer von den Zerstörungen durch den Zweiten Weltkrieg. | 09202125 |
| Weitere Bilder                          | Postamt | An der Alten Post 1, 2 (Karte)                                                                                            | 1909/10 | Späthistoristischer Verwaltungsbau mit Renaissanceformen, wertvoll als Zeuge der frühen Chemnitzer Altstadt-Bebauung, baugeschichtlich, ortsgeschichtlich und straßenbildprägend von Bedeutung | 09244996 |
| Weitere Bilder                          | Markthalle | An der Markthalle 1 (Karte)                                                                                               | 1890/91 | Vollständig erhaltener Hallenbau mit Eisenkonstruktion, von besonderem architekturgeschichtlichem Wert | 09244898 |
|                                         | Mietshaus in ehemals offener Bebauung | An der Markthalle 4 (Karte)                                                                                               | 1891 | Ausgewogen gegliederte, gründerzeitliche Ziegelfassade, original erhalten, baugeschichtlich und straßenbildprägend von Bedeutung | 09244894 |
|                                         | Mietshaus in offener Bebauung | An der Markthalle 6 (Karte)                                                                                               | 1885 | Repräsentatives villenartiges Mietshaus, Mittelrisalit mit Dacherker und Dreiecksgiebel, von Bedeutung für das Straßenbild, baugeschichtlich und straßenbildprägend von Bedeutung | 09244895 |
|                                         | Mietshaus in offener Bebauung | An der Markthalle 8 (Karte)                                                                                               | 1914 | Sehr qualitätvoller, streng gegliederter Etagenwohnbau mit barocken Formelementen, weitestgehend original erhalten, baugeschichtlich von Bedeutung | 09244896 |
| Weitere Bilder                          | Schule (ehemals Höhere Handelslehranstalt und Goetheschule, heute Berufliches Schulzentrum für Gesundheit und Sozialwesen) | An der Markthalle 10 (Karte)                                                                                              | 1878–1879 | Schlichter, gestalterisch anspruchsvoller Kommunalbau, weitestgehend original erhalten | 09244899 |
|                                         | Mietshaus in geschlossener Bebauung | An der Markthalle 11 (Karte)                                                                                              | 1882 | Repräsentativer gründerzeitlicher Mietsbau mit differenzierter, gut erhaltener Fassadengestaltung in Putz, baugeschichtlich von Bedeutung | 09244902 |
|                                         | Mietshaus in Ecklage | An der Markthalle 13 (Karte)                                                                                              | Bezeichnet mit 1882 | Repräsentativer gründerzeitlicher Mietsbau, Fassadengestaltung von bemerkenswerter Qualität, baugeschichtlich und städtebaulich von Bedeutung | 09244897 |
|                                         | Mietshaus in geschlossener Bebauung | An der Markthalle 16 (Karte)                                                                                              | 1890 | Typischer gründerzeitlicher Etagenwohnbau mit qualitätvoller Fassadengestaltung, baugeschichtlich von Bedeutung | 09244901 |
|                                         | Mietshaus in geschlossener Bebauung, in Ecklage | An der Markthalle 18 (Karte)                                                                                              | 1889 | Repräsentativer Etagenwohnbau der Gründerzeit mit qualitätvoller Fassadengestaltung, baugeschichtlich und städtebaulich von Bedeutung | 09244900 |
| Weitere Bilder                          | Wohnhauszeile eines Wohngebietes, entstanden im Rahmen einer einheitlichen Gesamtplanung (Einzeldenkmale der Sachgesamtheit 09302590) | Annaberger Straße 3, 5, 7, 9 (Karte)                                                                                      | 1951–1957 | Einzeldenkmale der Sachgesamtheit Wiederaufbaugebiet Reitbahnstraße; herausragende historische und städtebauliche Bedeutung als erstes geschlossenes Wiederaufbaugebiet in Chemnitz nach den Zerstörungen des Zweiten Weltkrieges, hofumschließende Bebauung mit den Hauptachsen Reitbahnstraße und Annenstraße, teilweise noch im knappen traditionalistischen Idiom der unmittelbaren Nachkriegszeit, teilweise bereits in den historisierenden Formen der nationalen Traditionen ausgeführt, bemerkenswerte Konstruktion der Geschossdecken in Wölbtechnik unter Verwendung von Trümmerziegeln und eines Aschebindemittels, großzügige Freiflächengestaltung, siehe auch unter Annenstraße 1–11, 17–21 und 2, 6–14, 18, 22–32, 36–38, Bernsbachplatz 5–6, Brauhausstraße 9–25, Clara-Zetkin-Straße 8–14, Fritz-Reuter-Straße 25–31, Moritzstraße 1–15 und 35–39, Reitbahnstraße 19–41 und 24–52, 80–84, Wiesenstraße 2–8 und 3–9, Zschopauer Straße 22–28, 36–46 | 09244920 |
| Weitere Bilder                          | Verwaltungsgebäude mit zwei rückwärtig anschließenden Seitenflügeln (ehemals Kammer der Technik und Verlagshaus der Chemnitzer Neuesten Nachrichten) | Annaberger Straße 24 (Karte)                                                                                              | Um 1910 | Innerstädtischer Verwaltungsbau mit kraftvoller, repräsentativer Fassadengestaltung bei sparsamer Verwendung historistischer Stilelemente, im monumentalen Reformstil der Zeit um 1910, wichtig als Zeugnis der ursprünglichen Bebauung der Chemnitzer City, baugeschichtlich und städtebaulich von Bedeutung | 09202148 |
| Weitere Bilder                          | Mietshaus in ehemals geschlossener Bebauung | Annaberger Straße 69 (Karte)                                                                                              | 1886 | Gründerzeitliches Mietshaus in ehemals geschlossener Bebauung in städtebaulich bedeutsamer Lage, analoge Gestaltung zu Nr. 67, baugeschichtlich von Bedeutung | 09202150 |
| Weitere Bilder                          | Mietshaus in geschlossener Bebauung, in Ecklage | Annaberger Straße 71 (Karte)                                                                                              | 1903 | Mit Jugendstilmotiven ornamentierter Bau in städtebaulich markanter Ecklage, baugeschichtlich von Bedeutung | 09202149 |
| Weitere Bilder                          | Eisenbahnbogen Chemnitz (Sachgesamtheit) | Annaberger Straße 71 (bei), Augustusburger Straße 45 (bei), Bernhardstraße, Reichenhainer Straße 1, Reichstraße 1 (Karte) | Anfang 20. Jahrhundert | Sachgesamtheit Eisenbahnbogen Chemnitz, mit folgenden Einzeldenkmalen: Eisenbahnbrücke mit Flügelmauern über die Augustusburger Straße und angrenzender nördlicher Stützmauer zwischen Hauptbahnhofgelände und Höhe Dammstraße sowie südlich angrenzender Stützmauer bis Straßenbrücke Zschopauer Straße (siehe 09244882), Bahnhof Chemnitz-Süd mit Empfangsgebäude, zwei Bahnsteigüberdachungen (eine eingelagert), Überdachungen beider Bahnsteigzugänge, Einfriedung des Bahngeländes an der Südbahnstraße, sowie Einfriedung des Bahngeländes an der Südbahnstraße und Wartehäuschen auf dem Bahnsteig der Eisenbahnstrecke Chemnitz–Adorf (6645), die Eisenbahnbrücke über die Reichenhainer Straße der Hauptbahnstrecke Dresden–Werdau (6258, sä. DW) sowie die daran anschließenden östlichen Stützmauern beiderseits der Eisenbahnstrecke Dresden–Werdau (siehe 09202217) sowie Bahnhof Chemnitz-Mitte, Nikolai-Bahnhof (ehem.) mit Empfangsgebäude und Bahnsteigüberdachung des Bahnhofs, gemauertem Bahndamm und zwei Eisenbahnbrücken über die Stollberger Straße (km 82,760) und über die Reichsstraße (km 82,810) an der Neefestraße (siehe 09203388), Eisenbahnviadukt über Annaberger Straße, Chemnitzfluss und Beckerstraße (siehe 09244740), Straßenbrücke Bernhardstraße (siehe 09244742); stadtbildprägende und ortsgeschichtlich bedeutende Eisenbahnanlage mit dem technikgeschichtlich, eisenbahngeschichtlich und stadtentwicklungsgeschichtlich bedeutendem Eisenbahnviadukt und mehreren Eisenbahnbrücken sowie den stadtbildprägenden Stützmauern und den baugeschichtlich bedeutenden Bahnhofsanlagen Chemnitz-Süd und Chemnitz-Mitte, angelegt zwischen Hauptbahnhof und Bahnhof Chemnitz-Mitte am Anfang des 20. Jahrhunderts zur Umgehung des historischen Stadtzentrums und Erweiterung des Eisenbahnknotenpunktes der überregional bedeutenden Industriestadt Chemnitz | 09306647 |
| Weitere Bilder                          | Eisenbahnviadukt über Annaberger Straße, Chemnitzfluss und Beckerstraße (Einzeldenkmal der Sachgesamtheit 09306647) | Annaberger Straße 71 (bei) (Karte)                                                                                        | Anfang 20. Jahrhundert | Einzeldenkmal in der Sachgesamtheit Eisenbahnbogen Chemnitz; auch als Beckerbrücke bezeichnet, wertvolle Eisenkonstruktion, prägend für das Stadtbild durch die Eleganz der technischen Formen, singulär, auch über Sachsen hinaus als technisches Denkmal im Bewusstsein der Öffentlichkeit, baugeschichtlich, eisenbahngeschichtlich und technikgeschichtlich von herausragender Bedeutung | 09244740 |
| Weitere Bilder                          | Wohnhauszeilen eines Wohngebietes, entstanden im Rahmen einer einheitlichen Gesamtplanung (Einzeldenkmale der Sachgesamtheit 09302590) | Annenstraße 1, 2, 3, 5–12, 14, 17, 18, 19, 21, 22–38 (gerade) (Karte)                                                     | 1951–1957 | Einzeldenkmale der Sachgesamtheit Wiederaufbaugebiet Reitbahnstraße; herausragende historische und städtebauliche Bedeutung als erstes geschlossenes Wiederaufbaugebiet in Chemnitz nach den Zerstörungen des Zweiten Weltkrieges, hofumschließende Bebauung mit den Hauptachsen Reitbahnstraße und Annenstraße, teilweise noch im knappen traditionalistischen Idiom der unmittelbaren Nachkriegszeit, teilweise bereits in den historisierenden Formen der „nationalen Traditionen“ ausgeführt, bemerkenswerte Konstruktion der Geschossdecken in Wölbtechnik unter Verwendung von Trümmerziegeln und eines Aschebindemittels, großzügige Freiflächengestaltung, siehe auch unter Annaberger Straße 3–9, Bernsbachplatz 5–6, Brauhausstraße 9–25, Clara-Zetkin-Straße 8–14, Fritz-Reuter-Straße 25–31, Moritzstraße 1–15 und 35–39, Reitbahnstraße 19–41 und 24–52, 80-84, Wiesenstraße 2–8 und 3–9, Zschopauer Straße 22–28, 36–46 | 09202146 |
| Weitere Bilder                          | Schule mit Turnhalle und umgebender Freiraumgestaltung (Einzeldenkmal der Sachgesamtheit 09302590) | Annenstraße 23 (Karte) | 1951–1953 | Einzeldenkmal der Sachgesamtheit Wiederaufbaugebiet Reitbahnstraße; Schulanlage bestehend aus mehreren, zwei- bis dreigeschossigen Gebäuden im traditionalistischen Stil, qualitätvolle Anlage des Architekten Rudolf Weißer aus der Wiederaufbauphase in den 1950er Jahren, erster Chemnitzer Schulneubau nach dem Krieg, in städtebaulich wirkungsvoller Lage, Teil des Wohngebietes Reitbahnstraße, ortsgeschichtlich und baugeschichtlich von Bedeutung | 09202147 |
| Weitere Bilder                          | Tankstelle (Einzeldenkmal der Sachgesamtheit 09302590) | Annenstraße 36 (neben) (Karte)                                                                                            | 1930 | Einzeldenkmal der Sachgesamtheit Wiederaufbaugebiet Reitbahnstraße; eine der wenigen weitgehend original erhaltenen Tankstellen aus der Zeit um 1930, weiterhin Zeugnis der überwiegend zerstörten Vorkriegsbebauung in diesem Stadtgebiet, von stadtgeschichtlicher und technikgeschichtlicher Bebauung. Als „Tankhaus“ mit außerhalb des Gebäudes unterirdisch eingebauten Benzintanks 1930 durch die Rhenania-Ossag Mineralölwerke AG Zweigniederlassung Chemnitz erbaut. Kleines Tankhaus auf einer Grundfläche von 25 m² mit großem Vordach, getragen durch eine Betonsäule. Vermutlich Typenbau, Stahlskelettkonstruktion. Eine der wenigen erhaltenen Tankstellen der Vorkriegszeit in Chemnitz. Denkmalwürdig auf Grund der Authentizität und Seltenheit. Als Zeugnis der Vorkriegsbebauung in diesem Stadtgebiet auch von ortsgeschichtlichem Wert. | 09304074 |
|                                         | Mietshaus in geschlossener Bebauung | Apollostraße 5 (Karte) | 1886 | Typischer gründerzeitlicher Etagenwohnbau mit schön gestalteter, sehr gut erhaltener Putzfassade, baugeschichtlich von Bedeutung | 09202193 |
|                                         | Mietshaus in geschlossener Bebauung | Apollostraße 13 (Karte)                                                                                                   | 1881 | Typischer gründerzeitlicher Etagenwohnbau, besonders wertvoll auf Grund seiner schön gestalteten, sehr gut erhaltenen Putzfassade, baugeschichtlich von Bedeutung | 09202194 |
|                                         | Mietshaus in ehemals geschlossener Bebauung | Apollostraße 16 (Karte)                                                                                                   | 1884 | Typischer gründerzeitlicher Etagenwohnbau mit einfacher, jedoch gut gestalteter und original erhaltener Putzfassade, baugeschichtlich von Bedeutung | 09202195 |
|                                         | Mietshaus in geschlossener Bebauung in Ecklage | Arndtplatz 2 (Karte) | 1888 | Aufwendig gestalteter, gründerzeitlicher Mietshausbau in städtebaulich wichtiger Lage als Kopfbau zweier Straßen (Arndtstraße/Georgstraße), baugeschichtlich und städtebaulich von Bedeutung | 09244801 |
|                                         | Hochhaus am Schlossteich: Wohnanlage, bestehend aus zwei fünfgeschossigen Mietshäusern (siehe auch Promenadenstraße 34) und einem zehngeschossigen Hochhaus (Arndtplatz 4) | Arndtplatz 3, 4 (Karte)                                                                                                   | 1959 | Aufgrund ihrer architektonischen und städtebaulichen Qualität bemerkenswerte Anlage, markiert den Übergang zur internationalen Moderne in Chemnitz, Turm bildet wichtigen Akzent am Schlossteich, erstes Hochhaus der Nachkriegszeit, charakteristische Staffelung der Balkone auf der Seeseite, flankierende Mietshäuser vermitteln mit ihren Walmdächern zur gründerzeitlichen Nachbarbebauung, städtebaulich und baugeschichtlich von Bedeutung | 09205022 |
|                                         | Mietshaus in geschlossener Bebauung | Arndtstraße 6 (Karte) | 1889 | Original erhaltener gründerzeitlicher Mietshausbau, baugeschichtlich von Bedeutung | 09244798 |
|                                         | Mietshaus in geschlossener Bebauung | Arndtstraße 8 (Karte) | 1888 | Gründerzeitliches Mietshaus mit Ziegel- und Sandsteinfassade, weitestgehend unverändert, baugeschichtlich von Bedeutung | 09244799 |
|                                         | Mietshaus in geschlossener Bebauung | Arndtstraße 10 (Karte) | 1888 | Einfach gestaltetes Mietshaus, schlichte gründerzeitliche Ziegelfassade mit gliedernden Sandsteinelementen, baugeschichtlich von Bedeutung | 09244800 |
|                                         | Mietshaus in geschlossener Bebauung | Arndtstraße 12 (Karte) | 1890 | Zeittypisches, in Klinkermischbauweise errichtetes gründerzeitliches Wohngebäude in gutem Originalzustand, baugeschichtlich von Bedeutung | 09205969 |
| Weitere Bilder                          | Ehemaliges Städtisches Leihamt, heute Stadtarchiv (bauliche Einheit mit Schadestraße 11) | Aue 16 (Karte) | 1905–1906 | Anspruchsvoll gestaltetes öffentliches Bauwerk, einheitlich errichtet mit der Hauptfeuerwache Schadestraße 11, baugeschichtlich von Bedeutung | 09244823 |
|                                         | Mietshaus in geschlossener Bebauung konzipiert, mit Vorgarten | August-Bebel-Straße 6 (Karte)                                                                                             | 1871 | Sehr einfacher, typischer, weitestgehend original erhaltener Wohnbau, einheitliche Wirkung mit Nachbarhaus Nr. 8, baugeschichtlich von Bedeutung | 09244762 |
|                                         | Mietshaus in geschlossener Bebauung, mit Vorgarten | August-Bebel-Straße 8 (Karte)                                                                                             | 1873 laut Bauakte | Einfacher, typischer, weitestgehend original erhaltener Wohnbau, einheitliche Wirkung mit dem Nachbarhaus Nr. 6, baugeschichtlich von Bedeutung | 09244763 |
|                                         | Mietshaus in Ecklage und geschlossener Bebauung, mit Vorgarten | August-Bebel-Straße 10 (Karte)                                                                                            | 1874 | Schlichter Mietsbau, einheitliche Wirkung mit Nachbarbebauung Nr. 6 und 8 ausgeführt, in Chemnitz seltener Zeuge einer niedrigen Mietsbebauung, in gutem Zustand, baugeschichtlich von Bedeutung | 09244999 |
| Weitere Bilder                          | Verwaltungsgebäude (zeitweise Zoll) und zwei Güterschuppen des früheren Produktenbahnhofs | August-Bebel-Straße 12, 14 (Karte)                                                                                        | 1886–1888 | Bauliche Reste einer verkehrsgeschichtlich bedeutsamen Gesamtanlage, die mit dem Gütertransport zusammenhängenden Funktionsabläufe sind heute trotz teils einsturzgefährdeter Bauten noch sehr gut nachvollziehbar, eisenbahngeschichtlich von Bedeutung | 09202806 |
|                                         | Mietshaus in geschlossener Bebauung | Augustusburger Straße 22 (Karte)                                                                                          | Bezeichnet mit 1888 | Repräsentativer gründerzeitlicher Etagenwohnbau von überdurchschnittlicher Qualität, in gutem Zustand, baugeschichtlich von Bedeutung | 09202102 |
| Weitere Bilder                          | Gewerkschaftshaus in geschlossener Bebauung, mit rückwärtigem Saalanbau (ehemals DHV-Verbandshaus und Haus der Gewerkschaften) | Augustusburger Straße 33 (Karte)                                                                                          | 1930 | Markanter Bau, typisch für das großstädtische Bauen der Jahre um 1930, erbaut als Gewerkschaftshaus für den Deutschnationalen Handlungsgehilfenverband (DHV), in gutem Zustand, baugeschichtlich von Bedeutung | 09202103 |
| Weitere Bilder                          | Empfangsgebäude, Bahnsteighalle und Wasserturm (ohne Anbau) des Chemnitzer Hauptbahnhofs | Bahnhofstraße 1 (Karte)                                                                                                   | 1872–1873 (Empfangsgebäude); 1906–1907 (Wasserturm); 1973–1975 (Bahnsteighalle) | Von verkehrsgeschichtlicher, städtebaulicher und baugeschichtlicher Bedeutung | 09244782 |
| Weitere Bilder                          | Erweiterungsbau der Technischen Universität Chemnitz (ehemals Technische Staatslehranstalten) | Bahnhofstraße 2 (Karte)                                                                                                   | 1892–1894 | Repräsentativ gestaltetes Gebäude, welches das Wachstum der Technischen Staatslehranstalten Chemnitz, der späteren Technischen Universität dokumentiert, s. a. Hauptgebäude unter Straße der Nationen 62 und 64, baugeschichtlich von Bedeutung | 09244789 |
| Weitere Bilder                          | Verwaltungsbau in offener Bebauung (ehemals Reichsbahnamt) | Bahnhofstraße 3 (Karte)                                                                                                   | 1875 | Schlichter, wohlproportionierter Bau mit zwei fein gestalteten Friesen, im Rundbogenstil des 19. Jahrhunderts, baugeschichtlich von Bedeutung | 09244785 |
| Weitere Bilder                          | Standbild („Mahnmal für die Augustkämpfer“ von Hanns Diettrich) | Bahnhofstraße 3 (vor) (Karte)                                                                                             | Bezeichnet mit 1977, 2003/04 restauriert | Voluminöser, reliefartig ausgearbeiteter Block aus Porphyrquadern, überlebensgroße Gestalten, die in eine Richtung streben, ortsgeschichtlich von Bedeutung. Höhe 5,35 m, Breite 2,80 m. Die am 8. August 1976 eingeweihte Monumentalskulptur der „Augustkämpfer“ ist dem Gedenken an die Opfer des sogenannten „Blutigen Freitags“ gewidmet. Auf den Tag genau 57 Jahre zuvor, also am 8. August 1919, wurde auf dem Bahnhofsgelände ein Arbeiterprotest durch das Militär mit Waffengewalt niedergeschlagen. Um einen Mauerwerkskern herum setzt sich das Mahnmal zusammen aus insgesamt 65 bearbeiteten Einzelsteinen, aus denen der Chemnitzer Künstler Hanns Diettrich das blockhaft geschlossene Bild einer vorwärtsstrebenden Menschenmasse formte. An der rückwärtigen Schmalseite des Kubus findet sich, gefolgt von den Namen der Opfer, die erhabene Inschrift „Ruhm und Ehre euch Helden der Augustkämpfe 1919 gegen Reaktion und Krieg“. Kulturdenkmal aus geschichtlichen Gründen. | 09244783 |
| Weitere Bilder                          | Saal eines Hotels (Hotel baulich stark verändert), ehemals Bahnhof-Hotel Continental | Bahnhofstraße 6 (Karte)                                                                                                   | Ende 19. Jahrhundert | Innenräume wertvoll auf Grund vollständig erhaltenen neobarocken Interieurs, baugeschichtlich von Bedeutung | 09244779 |
| Weitere Bilder                          | Villa mit Vorgarten | Bahnhofstraße 8 (Karte)                                                                                                   | Ende 19. Jahrhundert | Repräsentative gründerzeitliche Villa, kubischer Baukörper in neorenaissancener Formensprache, baugeschichtlich von Bedeutung | 09244780 |
| Weitere Bilder                          | Mietshaus in offener Bebauung mit Vorgarten | Bahnhofstraße 9 (Karte)                                                                                                   | Ende 19. Jahrhundert | Original erhaltener, gründerzeitlicher Mietshausbau mit einer plastischen Fassadengliederung, baugeschichtlich von Bedeutung | 09244786 |
| Weitere Bilder                          | Villa mit Vorgarten | Bahnhofstraße 12 (Karte)                                                                                                  | 1875 | Streng gegliederte Fassade in klassischer Formensprache, in den Straßenraum vorspringender Altan, baugeschichtlich von Bedeutung | 09244787 |
| Weitere Bilder                          | Villa mit Vorgarten | Bahnhofstraße 18 (Karte)                                                                                                  | Bezeichnet mit 1870/1871 | Kubischer Baukörper, strenge Fassadengliederung mit auffälligem Kranzgesims und Dreiecksgiebel, Tympanonfeld mit Phantasietieren plastisch ausgefüllt, baugeschichtlich von Bedeutung | 09244788 |
| Weitere Bilder                          | Mietshaus in halboffener Bebauung mit Vorgarten (ehemals Dampfkessel-Revisions-Verein) | Bahnhofstraße 20 (Karte)                                                                                                  | 1907 | Fein gegliederte Fassade, bereits in der Formensprache des Jugendstils, für den Straßenraum wichtiger dreigeschossiger Altan, baugeschichtlich und städtebaulich von Bedeutung | 09244784 |
| Weitere Bilder                          | Mietshaus in geschlossener Bebauung | Bahnhofstraße 22 (Karte)                                                                                                  | um 1905 | Etagenwohnhaus von beachtlicher Gestaltungsqualität, Jugendstilornamentik, guter Erhaltungszustand, baugeschichtlich von Bedeutung | 09244792 |
| Weitere Bilder                          | Straßenbrücke über die Eisenbahn (Einzeldenkmal der Sachgesamtheit 09606647) sowie die beiderseits angrenzenden Stützmauern der Eisenbahnstrecke Dresden–Werdau | Bernhardstraße (Karte) | 1907 | Einzeldenkmal der Sachgesamtheit Eisenbahnbogen Chemnitz; Stahlfachwerkbrücke mit gekrümmtem Obergurt, Nietkonstruktion, bemerkenswert auf Grund ihrer gestalterischen Sachlichkeit, technikgeschichtlich von Bedeutung | 09244742 |
|                                         | Mietshaus mit Laden in ehemals geschlossener Bebauung, in Ecklage | Bernsbachplatz 4 (Karte)                                                                                                  | 1885 | Gründerzeitlicher Bau in städtebaulich wichtiger Ecklage, weitestgehend original erhalten, bemerkenswerte Baudetails | 09202157 |
| Weitere Bilder                          | Wohn- und Geschäftshaus (bauliche Einheit mit Reitbahnstraße 84) eines Wohngebietes, sogenanntes Kinderkaufhaus, entstanden im Rahmen einer einheitlichen Gesamtplanung (Einzeldenkmal der Sachgesamtheit 09302590)                                                                              | Bernsbachplatz 5, 6 (Karte)                                                                                               | 1956/57 | Einzeldenkmal der Sachgesamtheit Wiederaufbaugebiet Reitbahnstraße; herausragende historische und städtebauliche Bedeutung als erstes geschlossenes Wiederaufbaugebiet in Chemnitz nach den Zerstörungen des Zweiten Weltkrieges, hofumschließende Bebauung mit den Hauptachsen Reitbahnstraße und Annenstraße, teilweise noch im knappen traditionalistischen Idiom der unmittelbaren Nachkriegszeit, teilweise bereits in den historisierenden Formen der „nationalen Traditionen“ ausgeführt, bemerkenswerte Konstruktion der Geschossdecken in Wölbtechnik unter Verwendung von Trümmerziegeln und eines Aschebindemittels, großzügige Freiflächengestaltung, siehe auch unter Annaberger Straße 3–9, Annenstraße 1–11, 17–21 und 2, 6–14, 18, 22–32, 36–38, Brauhausstraße 9–25, Clara-Zetkin-Straße 8–14, Fritz-Reuter-Straße 25–31, Moritzstraße 1–15 und 35–39, Reitbahnstraße 19–41 und 24–52, 80–84, Wiesenstraße 2–8 und 3–9, Zschopauer Straße 22–28, 36–46 | 09202156 |
| Weitere Bilder                          | Brücke über die Chemnitz (Bierbrücke) | Bierbrücke (Karte) | Bezeichnet mit 1869 | Schön geformte, steinerne Brücke in gutem Originalzustand, die in zwei Bögen die Chemnitz überspannt, deren Bezeichnung als Bierbrücke auf das 16. Jahrhundert zurückgehend, da über die Vorgängerbrücken bis 1778 Bier aus der Stadt in die nahegelegenen Bierkeller im Kaßberg transportiert wurde, baugeschichtlich und ortsgeschichtlich von Bedeutung | 09202209 |
| Weitere Bilder                          | Wohnhauszeile eines Wohngebietes, entstanden im Rahmen einer einheitlichen Gesamtplanung (Einzeldenkmale der Sachgesamtheit 09302590) | Brauhausstraße 9 bis 25 (ungerade) (Karte)                                                                                | 1951–1957 | Einzeldenkmale der Sachgesamtheit Wiederaufbaugebiet Reitbahnstraße; herausragende historische und städtebauliche Bedeutung als erstes geschlossenes Wiederaufbaugebiet in Chemnitz nach den Zerstörungen des Zweiten Weltkrieges, hofumschließende Bebauung mit den Hauptachsen Reitbahnstraße und Annenstraße, teilweise noch im knappen traditionalistischen Idiom der unmittelbaren Nachkriegszeit, teilweise bereits in den historisierenden Formen der »nationalen Traditionen« ausgeführt, bemerkenswerte Konstruktion der Geschossdecken in Wölbtechnik unter Verwendung von Trümmerziegeln und eines Aschebindemittels, großzügige Freiflächengestaltung, siehe auch unter Annaberger Straße 3–9, Annenstraße 1–11, 17–21 und 2, 6–14, 18, 22–32, 36–38, Bernsbachplatz 5–6, Clara-Zetkin-Straße 8–14, Fritz-Reuter-Straße 25–31, Moritzstraße 1–15 und 35–39, Reitbahnstraße 19–41 und 24–52, 80–84, Wiesenstraße 2–8 und 3–9, Zschopauer Straße 22–28, 36–46 | 09202161 |
| Weitere Bilder                          | Relief aus Bronze („Kampf und Sieg der revolutionären deutschen Arbeiterklasse“ von Johannes Belz) | Brückenstraße 4 (vor) (Karte)                                                                                             | 1973–1975 | Relief, in das besondere Ereignisse aus dem Kampf der Chemnitzer Arbeiterbewegung eingeflossen sind, künstlerisch von Bedeutung. 1970/76 (unvollendet), 6,00 × 11,80 m. | 09202116 |
| Weitere Bilder                          | Lobgedichte (Sachgesamtheit) | Brückenstraße 4, 6, 8 (vor) (Karte)                                                                                       | 1968–1972 | Sachgesamtheit Lobgedichte mit folgenden Einzeldenkmalen: Plastisches Ensemble, bestehend aus vier Reliefwänden und einer Stele, eingebettet in umgebende Freifläche mit Grüngestaltung (siehe 09202114); inhaltliches Thema der Plastiken sind bildliche Darstellungen zum Thema der Arbeiterbewegung mit Synonymen der Lobgedichte Bertolt Brechts, Zusammenwirken von gestalteter Freifläche und Kunst im öffentlichen Raum aus der Zeit der frühen 1970er Jahre in weitgehend authentisch überkommenem Zustand, künstlerisch, stadtgeschichtlich und gartengeschichtlich von Bedeutung. | 09307028 |
|                                         | Plastisches Ensemble, bestehend aus vier Reliefwänden und einer Stele, eingebettet in umgebende Freifläche mit Grüngestaltung (Einzeldenkmale der Sachgesamtheit 09307028) | Brückenstraße 4, 6, 8 (vor) (Karte)                                                                                       | 1968–1972 (Relief); 1969 (Straßengrün) | Einzeldenkmale der Sachgesamtheit Lobgedichte; inhaltliches Thema der Plastiken sind bildliche Darstellungen zum Thema der Arbeiterbewegung mit Synonymen der Lobgedichte Bertolt Brechts, Zusammenwirken von gestalteter Freifläche und Kunst im öffentlichen Raum aus der Zeit der frühen 1970er Jahre in weitgehend authentisch überkommenem Zustand, künstlerisch, stadtgeschichtlich und gartengeschichtlich von Bedeutung | 09202114 |
| Weitere Bilder                          | Hochhaus in halboffener Bebauung, in Ecklage Straße der Nationen (Bürohaus Brückenstraße) | Brückenstraße 8 (Karte)                                                                                                   | 1959–1963 | Qualitätvoll gegliederte Rasterfassade, besonders wertvolles Beispiel der verspäteten Moderne in der Architektur der frühen 1960er Jahre in der DDR, baugeschichtlich von Bedeutung | 09202115 |
| Weitere Bilder                          | Warenhaus (ehemals Kaufhaus Schocken) | Brückenstraße 9, 11 (Karte)                                                                                               | 1929–1930 | Konvex gekrümmte, dem ehemaligen Straßenverlauf folgende, travertinverkleidete Betonvorhangfassade, ein Hauptwerk des Internationalen Stiles von überregionaler Bedeutung, wichtigster Vertreter der klassischen Moderne in Chemnitz, Architekt: Erich Mendelsohn, Berlin, baugeschichtlich von Bedeutung. Nach Plänen des Berliner Architekten Erich Mendelsohn wurde das Kaufhaus Schocken 1930 fertiggestellt und eröffnet. Zum damaligen Zeitpunkt war es das größte Kaufhaus des Schockenkonzerns, der 1901 in Zwickau gegründet wurde und sich im Verlauf nur weniger Jahre zum viertgrößten Unternehmen dieser Art in Deutschland entwickelt hatte. Die konvex gekrümmte Betonvorhangfassade des neungeschossigen und 70 Meter langen Stahlbetonskelettbau folgt dem ehemaligen Straßenverlauf und prägt diesen wesentlich. Die Fassade wird gegliedert durch Brüstungsbänder mit Travertinverkleidung, stufenartig zurückgesetzte Dachgeschosse und seitliche Treppenhäuser. Das Grundstück für das neue Warenhaus hatten die Brüder Schocken 1928 gekauft. Vor Baubeginn mussten allerdings noch Altbauten abgebrochen werden, so beispielsweise das 1811 erbaute Kinderversorghaus. Bis 2001 wurde das Gebäude seiner Bestimmung entsprechend als Kaufhaus betrieben und stand anschließend leer. Es erfolgten intensive Restaurierungs- und Bauarbeiten, um in diesem Gebäude das Staatliche Museum für Archäologie Chemnitz einzurichten. Als eines der Hauptwerk des Internationalen Stiles und wichtigster Vertreter der klassischen Moderne in Chemnitz kommt diesem Bauwerk eine überregionale architekturgeschichtliche und baukünstlerische sowie stadtbildprägende Bedeutung zu. | 09202211 |
| Weitere Bilder                          | Verwaltungsgebäude, Karl-Marx-Monument mit einer die gesamte Höhe des dahinterliegenden Gebäudes einnehmenden Schrifttafel und rahmende platzartig gestaltete gärtnerische Anlage (Einzeldenkmale der Sachgesamtheit 09306753)                                                                   | Brückenstraße 10, 12, 14 (Karte)                                                                                          | 1968–1971, erster Abschnitt (Verwaltung); 1977–1979, zweiter Abschnitt (Verwaltung); 1971 (Karl-Marx-Denkmal); 1968–1971 (Schriftwand)                                               | Einzeldenkmale der Sachgesamtheit Stadthalle, Hotelhochhaus und Verwaltungsgebäude mit Karl-Marx-Monument; das Stadtbild im Zentrum von Chemnitz maßgeblich prägender Baukörper im Stil der Moderne mit vorgelagertem Karl-Marx-Monument und begrünten Freiflächen, Verwaltungsgebäude in Stahlbeton-Montagebauweise mit langgestrecktem und zweifach abgeknicktem Baukörper, bronzenes Kopfmonument des Philosophen Karl Marx auf einem 4,50 Meter hohen, mit ukrainischem Korninski-Granit verkleideten Sockel (Steinbruch Shitomir bei Kiew), Schrifttafel mit der viersprachig gestalteten Losung „Proletarier aller Länder – vereinigt euch!“, baugeschichtlich, städtebaulich, künstlerisch, wissenschaftlich, ortsgeschichtlich und gartenkünstlerisch von Bedeutung, Paternoster im Inneren des Verwaltungsgebäudes technikgeschichtlich von Bedeutung sowie von Seltenheitswert | 09202117 |
|                                         | Büro- und Geschäftshaus in geschlossener Bebauung (ehemals Verwaltungsgebäude Centrum-Warenhaus) | Brückenstraße 13 (Karte)                                                                                                  | 1966 | Moderne rhythmisch gerasterte Vorhangfassade, von besonderem baugeschichtlichem Wert im Zusammenhang mit benachbartem Kaufhaus Schocken, dessen architektonische Gestaltung in der Architektursprache der 1960er Jahre aufgreifend | 09202212 |
| Weitere Bilder                          | Bürogebäude in geschlossener Bebauung (ehemals Verlagshaus Volksstimme, heute Verlagshaus Freie Presse) | Brückenstraße 15 (Karte)                                                                                                  | 1954–1956 laut Bauakte | Redaktionsgebäude der Tageszeitung „Volksstimme“, qualitätvoller und ausgewogen gegliederter Bau in traditionalistischer Bauweise, baugeschichtlicher Wert, städtebaulich bedeutsam im Ensemble mit dem Kaufhaus Schocken und dem Nachbarhaus Nr. 13. 1954–1956 nach Plänen des Chemnitzer Architekten Curt am Ende erbautes Redaktionsgebäude der Tageszeitung „Volksstimme“, später „Freie Presse“. Am gleichen Standort befand sich das ehemalige, während des Zweiten Weltkrieges zerstörte Verlagshaus der „Allgemeinen Zeitung Chemnitz“, welches 1912/13 durch das Architekturbüro Zapp & Basarke umgebaut wurde. Der Nachkriegsbau passt sich architektonisch gut an die Nachbarbebauung, insbesondere an das benachbarte Kaufhaus Schocken, an. Die Straßenfassade zur Brückenstraße weist eine horizontale Gliederung mit zwei unteren, durch eine Natursteinverkleidung betonte Geschosse, drei Hauptgeschosse und ein angedeutetes Attikageschoss auf. Stilistisch sind durchaus Einflüsse der „nationalen Bautradition“ zu spüren. Auch regionale Bautraditionen, wie beispielsweise das schiefergedeckte Satteldach, fanden bei der Gestaltung des Gebäudes Berücksichtigung. Als einer der ersten innerstädtischen Neubauten nach dem Zweiten Weltkrieg kommt dem Bauwerk eine große stadtgeschichtliche Bedeutung zu. Baugeschichtlich bedeutsam ist dieser als weitgehend original erhaltener Nachkriegsbau in zeittypischer Ausprägung. | 09202213 |
| Weitere Bilder                          | Stadthallenensemble (Theaterstraße 3) mit Werken der bildenden Kunst im Inneren, Hotelhochhaus (Brückenstraße 19, ehemals Interhotel Kongreß, heute Hotel Dorint) und Stadthallenpark mit Springbrunnen und Bildwerken (Einzeldenkmale der Sachgesamtheit 09306753)                              | Brückenstraße 19 (Theaterstraße 3) (Karte)                                                                                | 1969–1974 (Stadthalle und Hotel); 1971–1973 (Relief); 1973 (Relief); 1974 (Statue)                                                                                                   | Einzeldenkmale der Sachgesamtheit Stadthalle, Hotelhochhaus und Verwaltungsgebäude mit Karl-Marx-Monument; markantes, das Stadtbild im Zentrum von Chemnitz maßgeblich prägendes einheitliches Bauensemble im Stil der Moderne mit begrünten Freiflächen, zählt zu den bedeutendsten Kulturdenkmalen der DDR-Architektur, stadtentwicklungsgeschichtlich, baugeschichtlich, städtebaulich, kunstgeschichtlich und künstlerisch sowie der sogenannte Stadthallenpark gartenkünstlerisch von Bedeutung | 09202215 |
|                                         | Mietshaus in geschlossener Bebauung, in Ecklage | Brühl 30 (Karte) | 1883/1884 | Großer gründerzeitlicher Bau, greift architektonisch die Ecksituation auf, baugeschichtlich und städtebaulich von Bedeutung | 09244736 |
|                                         | Mietshaus in geschlossener Bebauung, in Ecklage | Brühl 36 (Karte) | 4. Viertel 19. Jahrhundert | Einfacher gründerzeitlicher Mietsbau, der die städtebauliche Situation in markanter Weise zur Geltung bringt, baugeschichtlich von Bedeutung | 09244745 |
| Weitere Bilder                          | Mietshaus in geschlossener Bebauung, in Ecklage | Brühl 51 (Karte) | Ende 19. Jahrhundert | In den 1920er Jahren qualitätvoll überformtes gründerzeitliches Gebäude, dessen Bedeutung in der architektonischen Gestaltung der Platzsituation an der Kreuzung Brühl/Hermannstraße liegt, Fassadengestaltung ähnlich wie Untere Aktienstraße 12, baugeschichtlich und städtebaulich von Bedeutung | 09244739 |
| Weitere Bilder                          | Mietshaus in geschlossener Bebauung, in Ecklage | Brühl 53 (Karte) | 1885 | Großer Mietshausbau in markanter Ecklage mit wuchtigen Fenstereinrahmungen und -verdachungen, baugeschichtlich und städtebaulich von Bedeutung | 09244734 |
| Weitere Bilder                          | Mietshaus in geschlossener Bebauung, in Ecklage | Brühl 54 (Karte) | 1883 | Qualitätvoller gründerzeitlicher Wohnhausbau, von Wert für den Straßenraum der betonten, plastisch gestalteten Ecksituation, baugeschichtlich und städtebaulich von Bedeutung | 09244730 |
| Weitere Bilder                          | Mietshaus mit rückwärtigem Gebäudeteil in halboffener Bebauung | Brühl 57 (Karte) | 1892 laut Bauakte | Schlichter gründerzeitlicher Klinkerbau mit erhaltener Hinterhofbebauung, baugeschichtlich und städtebaulich von Bedeutung | 09244735 |
| Weitere Bilder                          | Schule und rückwärtige Turnhalle, zusammengehörig mit Schulgebäude Mühlenstraße 94 (Rosa-Luxemburg-Grundschule, ehemals Brühl-Schule und V. Bezirksschule) | Brühl 59 (Karte) | 1881 | Schlichter großer Schulhausbau aus gelbem Ziegel und Elbsandstein (Sockel, Eckrustika, Fensterumrahmungen), typischer Schulbau aus der Ära des Stadtbaurates Eduard Hechler, Gebäude bildet mit der Karl-Liebknecht-Schule Mühlenstraße 94 eine gestalterische Einheit, baugeschichtlich und ortsgeschichtlich von Bedeutung | 09244733 |
| Weitere Bilder                          | Mietshaus in halboffener Bebauung, in Ecklage | Brühl 61 (Karte) | 1889 | Qualitätvoller gründerzeitlicher Wohnhausbau, dessen Fassade linear gegliedert wird von verschiedenfarbigen Klinkerflächen, Betonung der Ecke durch Erhöhung um ein Geschoss und Lisenengliederung des zusätzlichen Geschosses, baugeschichtlich von Bedeutung | 09244732 |
| Weitere Bilder                          | Mietshaus in ehemals geschlossener Bebauung | Brühl 63 (Karte) | 1886 | Qualitätvoller gründerzeitlicher Bau mit reichem plastischem Ornament, symmetrisch angelegte Fassaden in Ziegel, deren leicht vorspringende Risalite an den Seiten durch phantasievolle Ornamentik hervorgehoben werden, baugeschichtlich von Bedeutung | 09244731 |
|                                         | Wohn- und Geschäftshaus mit Anbau zur Straße der Nationen und Vorbau an der Carolastraße | Carolastraße 1, 3 (Karte)                                                                                                 | 1957–1960 | Qualitätvoller Stahlbetonskelettbau mit rhythmisch akzentuierter Rasterfassade, bedeutsam als ältester Vertreter der Nachkriegs-Moderne an der Straße der Nationen, gemeinsam mit dem vom selben Architekten entworfenen Hotel Moskau (Straße der Nationen 56) bildet das Gebäude den städtebaulichen Abschluss des Theaterplatzes nach Osten | 09244653 |
| Weitere Bilder                          | Verwaltungsgebäude, heute Medienhaus (ehemalige Handelskammer) | Carolastraße 4, 6 (Karte)                                                                                                 | 1910–1912 | Architektonisch besonders wertvoller Bau mit markanter, für den Straßenzug wichtiger Fassadengliederung in Putz, weitestgehend original erhalten im Reformstil der Zeit um 1910, baugeschichtlich von Bedeutung | 09244825 |
| Weitere Bilder                          | Villa mit Vorgarten | Carolastraße 7 (Karte) | Ende 19. Jahrhundert | In spätklassizistischen Formen zurückhaltend gestalteter Wohnbau mit wichtiger Funktion im Straßenbild, baugeschichtlich und straßenbildprägend von Bedeutung | 09244824 |
| Weitere Bilder                          | Villa Zimmermann mit Vorgarten | Carolastraße 9 (Karte) | 1865–1866 | Sehr aufwendig gestaltetes Gebäude, vorwiegend in neogotischer Formensprache, liegt in städtebaulich wichtiger Lage an einer Kreuzung und ist von Bedeutung für das Straßenbild, ehemals Wohnhaus des Fabrikanten Johann Zimmermann, ab 1884 Hotel (vgl. abgebrochener Hotelbau Bahnhofstraße 10), baugeschichtlich und straßenbildprägend von Bedeutung | 09244793 |
|                                         | Mietshaus in geschlossener Bebauung | Clara-Zetkin-Straße 4 (Karte)                                                                                             | 3. Viertel 19. Jahrhundert | Schlichte Fassadengestaltung, wertvoller Zeuge der frühen Bebauung des Viertels um 1870, baugeschichtlich von Bedeutung | 09202179 |
| Weitere Bilder                          | Wohnhauszeilen eines Wohngebietes, entstanden im Rahmen einer einheitlichen Gesamtplanung (Einzeldenkmale der Sachgesamtheit 09302590) | Clara-Zetkin-Straße 8, 10, 12, 14 (Karte)                                                                                 | 1951–1957 | Einzeldenkmale der Sachgesamtheit Wiederaufbaugebiet Reitbahnstraße; herausragende historische und städtebauliche Bedeutung als erstes geschlossenes Wiederaufbaugebiet in Chemnitz nach den Zerstörungen des Zweiten Weltkrieges, hofumschließende Bebauung mit den Hauptachsen Reitbahnstraße und Annenstraße, teilweise noch im knappen traditionalistischen Idiom der unmittelbaren Nachkriegszeit, teilweise bereits in den historisierenden Formen der „nationalen Traditionen“ ausgeführt, bemerkenswerte Konstruktion der Geschossdecken in Wölbtechnik unter Verwendung von Trümmerziegeln und eines Aschebindemittels, großzügige Freiflächengestaltung, siehe auch unter Annaberger Straße 3–9, Annenstraße 1–11, 17–21 und 2, 6–14, 18, 22–32, 36–38, Bernsbachplatz 5–6, Brauhausstraße 9–25, Fritz-Reuter-Straße 25–31, Moritzstraße 1–15 und 35–39, Reitbahnstraße 19–41 und 24–52, 80–84, Wiesenstraße 2–8 und 3–9, Zschopauer Straße 22–28, 36–46 | 09202180 |
| Weitere Bilder                          | Geschäftshaus, ehemaliges Kunstgewerbehaus | Dresdner Straße 11 (Karte)                                                                                                | 1913 | Architektonisch bemerkenswerter Bau, Fassadengliederung durch ionische Kolossalpilaster, weitgehend original erhalten, baugeschichtlich und städtebaulich von Bedeutung. 1913 im Auftrag der Kunstgewerbehandlung Pellegrini nach Plänen des Architekten Willy Schönefeld erbaut. Der allgemein gebräuchliche Name des Hauses leitet sich hiervon ab. Die Eckplastik eines Pfauenreiters schuf Bruno Ziegler. Viergeschossiges Gebäude auf annähernd quadratischer Grundfläche mit Steinverkleidung, die unteren drei Geschosse durch Pilastergliederung zusammengefasst und durch ornamentalen Fries gerahmt, das dritte Obergeschoss über einem Zwischengesims als Attika, darüber kräftiges Dachgesims, abschließendes Walmdach mit neuen Dachhäuschen. Das Stadtbild prägendes Geschäftshaus. Als bedeutendes Beispiel der Reformarchitektur in Chemnitz von baugeschichtlicher Bedeutung. | 09244687 |
|                                         | Mietshaus in geschlossener Bebauung, in Ecklage | Elisenstraße 1 (Karte) | 1874 | Schlichter gründerzeitlicher Bau in markanter Ecklage, städtebaulich von Bedeutung, baugeschichtlich und städtebaulich von Bedeutung | 09244634 |
| Weitere Bilder                          | Zwei Mietshäuser (Elisenstraße 4 und Straße der Nationen 41b) mit Ballhaus (Elisenstraße 2, Saalanbau 1998 abgebrochen), mit Vorgarten zur Straße der Nationen (ehemals Ballhaus „Zum Hohenzollern“, Ballhaus „Stadt London“, Central-Lichtspiele)                                               | Elisenstraße 2, 4 (Straße der Nationen 41b) (Karte)                                                                       | 1871 (Mietshaus); 1865 laut Bauakte (Ballsaal) | Gebäude ist typisch für Bebauung in diesem Bereich der Straße der Nationen, markante städtebauliche Situation, einheitliche Wirkung, ortsgeschichtlich von Bedeutung | 09244641 |
|                                         | Mietshaus in geschlossener Bebauung | Elisenstraße 7 (Karte) | 1872 | Schlichter gründerzeitlicher Mietshausbau an städtebaulich relevanter Stelle gegenüber der Straßeneinmündung Ferdinandstraße, baugeschichtlich von Bedeutung | 09244633 |
|                                         | Mietshaus in geschlossener Bebauung | Elisenstraße 9 (Karte) | 1873 | Einfaches gründerzeitliches Etagenwohnhaus, typisch für die Bebauung des Viertels, weitgehend original, baugeschichtlich von Bedeutung | 09244643 |
|                                         | Mietshaus in halboffener Bebauung | Elisenstraße 25 (Karte)                                                                                                   | 1886 | Gründerzeitliche Fassadengliederung mit verschiedenfarbigen Klinkerflächen im Kontrast zu den plastisch ausgeformten Fenstergewänden, baugeschichtlich von Bedeutung | 09244636 |
|                                         | Mietshaus in geschlossener Bebauung | Elisenstraße 26 (Karte)                                                                                                   | 1887 | Gründerzeitliche Klinkerfassade, deren Reiz in dem Kontrast von roter Klinkerfläche zur Putzfläche liegt, baugeschichtlich von Bedeutung | 09244645 |
|                                         | Mietshaus in geschlossener Bebauung | Elisenstraße 27 (Karte)                                                                                                   | 1897 | Gründerzeitliche Klinkerfassade, im Kontrast zu den plastisch ausgeformten Fenstergewänden, markante Dachhäuschen, baugeschichtlich von Bedeutung | 09302810 |
|                                         | Mietshaus in geschlossener Bebauung | Elisenstraße 30 (Karte)                                                                                                   | 1887 | Qualitätvolle, reiche Klinkerfassade mit einer zurückhaltenden, reliefartigen Gliederung, baugeschichtlich von Bedeutung | 09244644 |
| Weitere Bilder                          | Mietshaus in ehemals geschlossener Bebauung, in Ecklage | Elisenstraße 32 (Karte)                                                                                                   | 1888 | Qualitätvoller und reich ornamentierter gründerzeitlicher Wohnhausbau in markanter Ecklage, baugeschichtlich und städtebaulich von Bedeutung | 09244631 |
|                                         | Mietshaus in ehemals geschlossener Bebauung, in Ecklage | Elisenstraße 40 (Karte)                                                                                                   | 1888 | Bemerkenswerter und städtebaulich wichtiger gründerzeitlicher Ziegelbau, der als „Kopfbau“ zweier Straßen fungiert (Elisenstraße und Müllerstraße), baugeschichtlich von Bedeutung | 09244632 |
| Weitere Bilder                          | Parkanlage mit großem Teich und Insel mit Brunnen (gewidmet Bürgermeister Müller und Stadtrat Zipper) und Musikpavillon auf der Insel, sowie Thälmann-Denkmal auf Höhe des Arndtplatzes, weiterhin Skulpturengruppe „Tageszeiten“ und Treppenanlage (Einzeldenkmale der Sachgesamtheit 09204241) | Erich-Schmidt-Straße (Schloßteichstraße, Bergstraße, Hartmannstraße, Promenadenstraße, Schloßteichstraße 20) (Karte)      | Letztes Drittel 19. Jahrhundert (Stadtpark); 1866–1871 (Statue); 1912–1913 (Müller-Zipper-Brunnen); 1930er Jahre (rechteckige Brunnenanlage); 1954 (Musikpavillon)                   | Einzeldenkmale der Sachgesamtheit Schloßteichpark; aus dem ehemaligen Fischteich des Klosters hervorgegangene, vom Stadtrat Zipper ab 1860 geplante Teichanlage mit Insel und begrüntem Ufersaum unterhalb des Schloßberges mit einer nach 1930 in französischem Gartenstil gestalteten Parkerweiterung im Westen, alter Baumbestand mit einigen in der Region seltenen Arten, an Einzelmonumenten hervorzuheben eine Kopfbüste Ernst Thälmanns auf Höhe des Arndtplatzes | 09204180 |
| Weitere Bilder                          | Sechs Bierkeller im Kaßberg (Kaßbergkeller) | Fabrikstraße (Karte) | Ab 1538 | Von den Grundstücken an der Fabrikstraße in den Kaßberghang getriebene Stollen mit Lagernutzung, ortsgeschichtliche Bedeutung | 09244888 |
| Weitere Bilder                          | Mietshaus in geschlossener Bebauung konzipiert | Fabrikstraße 2 (Karte) | Um 1915 | Qualitätvoller Wohnhausbau, von städtebaulichem Wert für die Bebauung an der Chemnitz, original erhalten, straßenbildprägender Erker | 09202207 |
| Weitere Bilder                          | Mietshaus in geschlossener Bebauung konzipiert | Fabrikstraße 3 (Karte) | 1903 | Interessant und abwechslungsreich gestaltete gründerzeitliche Fassade, von städtebaulichem Wert als Randbebauung an der Chemnitz | 09202208 |
| Weitere Bilder                          | Villa Schwalbe | Fabrikstraße 7 (Karte) | 1855/1856 | Wohnhaus des Fabrikanten Schwalbe, einziges erhaltenes Gebäude der ehemaligen Maschinenfabrik J. S. Schwalbe & Sohn, später Maschinenfabrik Germania (Fabrikanlage während des Zweiten Weltkrieges mit Ausnahme der Villa vollständig zerstört), von ortsgeschichtlicher sowie baugeschichtlicher Bedeutung | 09301491 |
| Weitere Bilder                          | Fabrikationsgebäude (Shedbau) der Maschinenfabrik Richard Hartmann | Fabrikstraße 11 (Karte)                                                                                                   | 2. Hälfte 19. Jahrhundert, später überformt | Wichtiger baulicher Zeuge des Maschinenbauunternehmens, das für die industrielle Entwicklung in Chemnitz herausragende Bedeutung besaß, im Inneren ist die ursprüngliche Hallenkonstruktion noch vorhanden, baugeschichtlich und industriegeschichtlich von Bedeutung | 09244744 |
| Weitere Bilder                          | Bankgebäude (Deutsche Bank) | Falkeplatz 2 (Karte) | 1925–1926 | Einer der bedeutendsten Bauten der 1920er Jahre in Chemnitz, Architekt: Erich Basarke, Hauptvertreter einer konservativen Architekturhaltung, in weitestgehend originalem Zustand, baugeschichtlich von Bedeutung | 09202126 |
|                                         | Wartehäuschen mit Läden und öffentlicher Bedürfnisanstalt | Falkeplatz 10 (Karte) | 1950er Jahre | Anspruchsvoll gestaltete, traditionalistische Kleinarchitektur der 1950er Jahre, überdachter Wartestand auf Porphyrsäulen, Gebälk und Fensterumrahmungen in Holz, vollständig original erhalten, baugeschichtlich von Bedeutung | 09244673 |
|                                         | Mietshaus in ehemals geschlossener Bebauung | Fritz-Reuter-Straße 14 (Karte)                                                                                            | Um 1860 | Plastisch gestaltete Gründerzeitfassade mit repräsentativer Wirkung, baugeschichtlich von Bedeutung | 09202132 |
|                                         | Mietshaus in ehemals geschlossener Bebauung | Fritz-Reuter-Straße 20 (Karte)                                                                                            | Um 1860 | Letzte Gründerzeitbauten der Fritz-Reuter-Straße mit Nr. 14, reich und qualitätvoll gegliederte Gründerzeit-Klinkerfassade, wertvoll auf Grund des weitgehend originalen Erhaltungszustandes, baugeschichtlich von Bedeutung | 09202136 |
| Weitere Bilder                          | Wohnhauszeile eines Wohngebietes, entstanden im Rahmen einer einheitlichen Gesamtplanung (Einzeldenkmale der Sachgesamtheit 09302590) | Fritz-Reuter-Straße 25, 27, 29, 31 (Karte)                                                                                | 1951–1957 | Einzeldenkmale der Sachgesamtheit Wiederaufbaugebiet Reitbahnstraße; herausragende historische und städtebauliche Bedeutung als erstes geschlossenes Wiederaufbaugebiet in Chemnitz nach den Zerstörungen des Zweiten Weltkrieges, hofumschließende Bebauung mit den Hauptachsen Reitbahnstraße und Annenstraße, teilweise noch im knappen Idiom der unmittelbaren Nachkriegszeit, teilweise bereits in den historisierenden Formen der „nationalen Traditionen“ ausgeführt, bemerkenswerte Konstruktion der Geschossdecken in Wölbtechnik unter Verwendung von Trümmerziegeln und eines Aschebindemittels, großzügige Freiflächengestaltung, siehe Annaberger Straße 3–9, Annenstraße 1–11, 17–21 und 2, 6–14, 18, 22–32, 36–38, Bernsbachplatz 5–6, Brauhausstraße 9–25, Clara-Zetkin-Straße 8–14, Moritzstraße 1–15 und 35–39, Reitbahnstraße 19–41 und 24–52, 80–84, Wiesenstraße 2–8 und 3–9, Zschopauer Straße 22–28, 36–46 | 09202131 |
| Weitere Bilder                          | Mietshaus in geschlossener Bebauung | Fritz-Reuter-Straße 33 (Karte)                                                                                            | 1862 laut Bauakte | Schlichte Fassade in klassizistischer Formensprache, einbezogen in das Wohngebiet Reitbahnstraße aus den 1950er Jahren (siehe unter Annaberger Straße 3, 5, 7, 9), städtebaulich von Bedeutung | 09244914 |
| Weitere Bilder                          | Mietshaus in geschlossener Bebauung | Fritz-Reuter-Straße 35 (Karte)                                                                                            | 1861 laut Bauakte | Schlichter Wohnhausbau in klassizistischen Formen, stadtgeschichtlich von Bedeutung als ehemaliges KPD-Lokal, einbezogen in das Wohngebiet Reitbahnstraße aus den 1950er Jahren (siehe unter Annaberger Straße 3, 5, 7, 9) | 09244884 |
| Weitere Bilder                          | Mietshaus in geschlossener Bebauung | Fritz-Reuter-Straße 37 (Karte)                                                                                            | 1860 laut Bauakte | Typische, schlichte, klassizistische Fassade der Zeit um 1860, einbezogen in das Wohngebiet Reitbahnstraße aus den 1950er Jahren (siehe unter Annaberger Straße 3, 5, 7, 9), baugeschichtlich von Bedeutung | 09244915 |
| Weitere Bilder                          | Mietshaus in Ecklage | Georgstraße 2 (Karte) | Um 1900 | Typischer gründerzeitlicher Etagenwohnbau mit schönen gestalterischen Details in markanter städtebaulicher Situation, baugeschichtlich von Bedeutung | 09244843 |
|                                         | Mietshaus in Ecklage | Georgstraße 14 (Karte) | Ende 19. Jahrhundert | Gründerzeitliches Etagenwohnhaus mit qualitätvoller, scharf konturierter Fassadengliederung in Putz, Formanleihen der Neorenaissance, guter Erhaltungszustand, markante städtebauliche Lage am südöstlichen Abschluss des Brühl-Viertels, einheitlich ausgeführt mit Karl-Liebknecht-Straße 25, baugeschichtlich und straßenbildprägend von Bedeutung | 09244747 |
|                                         | Mietshaus in geschlossener Bebauung | Georgstraße 18 (Karte) | Nachträglich bezeichnet mit 1887 | Qualitätvoller Etagenwohnbau, mittenbetonte gründerzeitliche Klinkerfassade, baugeschichtlich und städtebaulich von Bedeutung | 09302811 |
| Weitere Bilder                          | Mietshaus in halboffener Bebauung | Georgstraße 21 (Karte) | Um 1910 | Sehr aufwendig in Jugendstilformen gestalteter Bau in städtebaulich bedeutsamer Lage an der Chemnitz, baugeschichtlich von Bedeutung | 09244837 |
| Weitere Bilder                          | Mietshaus in halboffener Bebauung | Georgstraße 23 (Karte) | Um 1905 | Qualitätvoller Etagenwohnbau mit bemerkenswertem Jugendstilornament, baugeschichtlich und städtebaulich von Bedeutung | 09244828 |
| Weitere Bilder                          | Mietshaus in geschlossener Bebauung, in Ecklage (bauliche Einheit mit Georgstraße 29 und Schloßstraße 33) | Georgstraße 27 (Karte) | Um 1910 | Etagenwohnbau von hervorragender architektonischer Qualität, besonders elegante Gestaltung der Ecksituation, einheitlich gestaltet mit der benachbarten Nr. 29 sowie Schloßstraße 33; weitestgehend original, städtebaulich und straßenbildprägend von Bedeutung | 09244830 |
|                                         | Mietshaus in halboffener Bebauung (bauliche Einheit mit Georgstraße 27 und Schloßstraße 33) | Georgstraße 29 (Karte) | Um 1910 | Schlichter, jedoch qualitätvoller Etagenwohnbau, bildet wirkungsvolle Einheit mit der benachbarten Nr. 27 sowie Schloßstraße 33, weitestgehend original, baugeschichtlich von Bedeutung | 09244831 |
|                                         | Mietshaus in geschlossener Bebauung | Georgstraße 39 (Karte) | Um 1900 | Typisches gründerzeitliches Etagenwohnhaus, weitestgehend original erhalten, baugeschichtlich und städtebaulich von Bedeutung | 09244834 |
| Weitere Bilder                          | Fabrikgebäude mit angebautem Nebengebäude und Torpfosten des Einfahrtstors (ehemalsWeberei Eduard Lochmann, Neumühle) | Georgstraße 40 (Karte) | 1873–1874 laut Bauakte | Stattlicher gründerzeitlicher Gewerbebau sowie schlichtes, älteres Nebengebäude mit Kreuzgratgewölbe im Erdgeschoss, zusammen mit dem nahegelegenen Neumühlenwehr als Zeugnisse für die industrielle Nachnutzung und bauliche Weiterentwicklung eines historischen Mühlenstandortes von baugeschichtlicher, industriegeschichtlicher und städtebaulicher Bedeutung | 09204249 |
|                                         | Mietshaus in geschlossener Bebauung | Georgstraße 41 (Karte) | Um 1900 | Typisches gründerzeitliches Mietshaus mit Steinverkleidung im Erdgeschoss, guter Zustand, baugeschichtlich und städtebaulich von Bedeutung | 09244835 |
|                                         | Mietshaus in geschlossener Bebauung | Georgstraße 43 (Karte) | Um 1900 | Typisches gründerzeitliches Mietshaus mit Klinkerfassade und Gliederungselementen in Porphyr, baugeschichtlich und städtebaulich von Bedeutung | 09302940 |
| Weitere Bilder                          | Mietshaus in geschlossener Bebauung konzipiert | Georgstraße 46 (Karte) | Um 1900 | Typischer gründerzeitlicher Etagenwohnbau, weitestgehend original erhalten, baugeschichtlich und städtebaulich von Bedeutung | 09244836 |
|                                         | Mietshaus in geschlossener Bebauung | Georgstraße 48 (Karte) | Um 1900 | Typischer gründerzeitlicher Etagenwohnbau, weitgehend original, baugeschichtlich und städtebaulich von Bedeutung | 09244832 |
|                                         | Mietshaus in geschlossener Bebauung | Georgstraße 50 (Karte) | Um 1900 | Typischer gründerzeitlicher Mietsbau mit qualitätvollen Details, weitgehend original, baugeschichtlich und städtebaulich von Bedeutung | 09244833 |
| Weitere Bilder                          | Mietshaus in geschlossener Bebauung | Georgstraße 52 (Karte) | Um 1900 | Typischer gründerzeitlicher Mietsbau, weitgehend original, baugeschichtlich und städtebaulich von Bedeutung | 09302812 |
| Weitere Bilder                          | Ehemaliges Umspannwerk für den städtischen Straßenbahnbetrieb und Belüftungsschacht auf dem Getreidemarkt | Getreidemarkt 1 (Karte)                                                                                                   | 1929 (Neubau unter Einbeziehung alter Bausubstanz) | Klar gegliederter, aus kubischen Formen zusammengesetzter Baukomplex, Anklänge an den Stil der Klassischen Moderne, von stadtgeschichtlicher, technik- und verkehrsgeschichtlicher sowie städtebaulicher Bedeutung | 09202101 |
| Weitere Bilder                          | Mietshaus in ehemals geschlossener Bebauung | Getreidemarkt 3 (Karte)                                                                                                   | Um 1910 | Etagenwohnbau von bemerkenswerter Qualität, gut erhaltene Werksteindetails, baugeschichtlich von Bedeutung | 09202100 |
|                                         | Mietshaus (mit zwei Hausnummern) in geschlossener Bebauung | Hartmannstraße 7b, 7c (Karte)                                                                                             | Ende 19. Jahrhundert | Qualitätvoll gegliederte Fassade eines Mietshauses in Ecklage, Bestandteil eines der wenigen Gründerzeitkarrees im Zentrum von Chemnitz, baugeschichtlich von Bedeutung | 09244893 |
| Weitere Bilder                          | Mietshaus in ehemals geschlossener Bebauung konzipiert | Hartmannstraße 17 (Karte)                                                                                                 | 1909 | Einfach gegliederte Fassade mit zwei straßenbildprägenden Erkern, im ersten Obergeschoss qualitätvolles Jugendstil-Ornamentband, baugeschichtlich von Bedeutung | 09244890 |
| Weitere Bilder                          | Ehemaliges Verwaltungsgebäude einer Fabrik (Sächsische Maschinenfabrik), heute Polizeidirektion | Hartmannstraße 24 (Karte)                                                                                                 | 1897 | Repräsentatives, breit gelagertes Gebäude, anspruchsvolle späthistoristische Fassadengestaltung, anfangs Verwaltungsbau einer Fabrik, seit 1931 Polizeibehörde, in gutem Erhaltungszustand, baugeschichtlich, architektonisch und ortsgeschichtlich von Bedeutung | 09244892 |
| Weitere Bilder                          | Neumühlenwehr, Walzenwehr: Stauwehranlage im Chemnitzfluss, Teile der Uferbefestigung der Chemnitz zwischen Hauboldstraße und Fabrikstraße sowie Fußgängerbrücke über die Chemnitz an der Hauboldstraße (nahe Müllerstraße)                                                                      | Hauboldstraße (Rochlitzer Straße) (Karte)                                                                                 | Um 1910 (Fußgängerbrücke und Uferbefestigung); um 1930 (Wehr) | Imposante Stauwehranlage, mit großen Bruchsteinen verkleidete Bestandteile, originale Technik, weiterhin mit Bruchsteinen gemauerte Uferbefestigung der Chemnitz sowie Betonbrücke an der Hauboldstraße in gutem Originalzustand, technikgeschichtlich, geschichtlich, städtebaulich und ortsbildprägend von Bedeutung | 09202111 |
| Weitere Bilder                          | Mietshaus in geschlossener Bebauung (bauliche Einheit mit Mühlenstraße 29) | Hauboldstraße 2 (Karte)                                                                                                   | 1888 | Harmonisch in Ziegel- und Steinflächen gegliederte Fassade, Bau mit hoher städtebaulicher Wirkung zusammen mit dem Gebäude Mühlenstraße 29 als markante, große Eckbauten, baugeschichtlich von Bedeutung | 09244646 |
|                                         | Mietshaus in geschlossener Bebauung | Hauboldstraße 8 (Karte)                                                                                                   | 1890 laut Bauakte | Typisches gründerzeitliches Mietshaus, qualitätvolle Fassadengestaltung, baugeschichtlich und städtebaulich von Bedeutung | 09244887 |
| Weitere Bilder                          | Mietshaus in ehemals geschlossener Bebauung | Hauboldstraße 12 (Karte)                                                                                                  | 1906 | Besonders wertvoller, in Jugendstilformen gestalteter Bau, in gutem Erhaltungszustand, baugeschichtlich und städtebaulich von Bedeutung | 09244647 |
|                                         | Mietshaus (zwei Hausnummern) in Ecklage | Heinrich-Zille-Straße 2 (Straße der Nationen 35a) (Karte)                                                                 | 1873 | Gründerzeitliches Etagenwohnhaus mit gut erhaltener Fassadengliederung in Putz, prominente städtebauliche Situation (ehemals in Verbindung mit gegenüberliegendem Mietshaus Nr. 1), baugeschichtlich und städtebaulich von Bedeutung | 09244697 |
|                                         | Mietshaus in ehemals geschlossener Bebauung | Heinrich-Zille-Straße 3 (Karte)                                                                                           | 1888 | Qualitätvolle gründerzeitliche Wohnhausarchitektur in gutem Zustand, einheitliche Wirkung mit den Gebäuden Nr. 5, 5a und 7, baugeschichtlich und städtebaulich von Bedeutung | 09244698 |
|                                         | Mietshaus in geschlossener Bebauung | Heinrich-Zille-Straße 4 (Karte)                                                                                           | 1873 | Einfaches gründerzeitliches Mietshaus, typisch für die Bebauung im Arbeiterviertel am Brühl, baugeschichtlich und städtebaulich von Bedeutung | 09244701 |
|                                         | Mietshaus in geschlossener Bebauung | Heinrich-Zille-Straße 5 (Karte)                                                                                           | 1889 | Einfache, schön gestaltete gründerzeitliche Wohnhausfassade, gut erhalten, einheitliche Wirkung mit den Gebäuden Nr. 3, 5a und 7, baugeschichtlich von Bedeutung | 09244699 |
|                                         | Mietshaus in geschlossener Bebauung | Heinrich-Zille-Straße 5a (Karte)                                                                                          | 1889 | Einfaches, schön gestaltetes gründerzeitliches Etagenwohnhaus, Fassade nahezu identisch mit dem benachbarten Haus Nr. 5, einheitliche Wirkung mit den Gebäuden Nr. 3, 5 und 7, baugeschichtlich von Bedeutung | 09244700 |
|                                         | Mietshaus in geschlossener Bebauung | Heinrich-Zille-Straße 7 (Karte)                                                                                           | 1888 | Schlichte qualitätvolle gründerzeitliche Backsteinfassade, einheitliche Wirkung mit den Gebäuden Nr. 3, 5 und 5a, baugeschichtlich und städtebaulich von Bedeutung | 09244695 |
|                                         | Mietshaus in geschlossener Bebauung in Ecklage | Heinrich-Zille-Straße 15 (Karte)                                                                                          | 1887 | Gründerzeitlicher Mietshausbau in städtebaulich wichtiger Ecklage, baugeschichtlich von Bedeutung | 09244693 |
|                                         | Mietshaus in geschlossener Bebauung in Ecklage | Heinrich-Zille-Straße 16 (Karte)                                                                                          | 1874 laut Bauakte | Markanter gründerzeitlicher Eckbau, schlichte, aber repräsentative Fassadengestaltung, sowohl mit floraler als auch geometrischer Ornamentik, baugeschichtlich und städtebaulich von Bedeutung | 09244694 |
| Weitere Bilder                          | Mietshaus in geschlossener Bebauung, in Ecklage Brühl | Hermannstraße 8 (Karte)                                                                                                   | 1872 | Schlichter Mietshausbau, der seine Ecklage am Kreuzungsbereich zweier Straßenzüge architektonisch aufnimmt, baugeschichtlich von Bedeutung | 09244743 |
| Weitere Bilder                          | Katholisch-Apostolische Kirche (im Hof des Grundstücks) mit Ausstattung | Holbeinstraße 35 (Karte)                                                                                                  | 1888 | Bemerkenswerter, außen und innen unveränderter Kirchenbau in neoromanischen Formen, zusammengehörig mit Nr. 35, baugeschichtlich von Bedeutung | 09244737 |
|                                         | Mietshaus in geschlossener Bebauung | Holbeinstraße 35 (Karte)                                                                                                  | Bezeichnet mit 1887 | Gründerzeitlicher Mietshausbau, besonders wertvoll der Mittelrisalit mit interessanten originalen Baudetails, baugeschichtlich und städtebaulich von Bedeutung | 09202189 |
| Weitere Bilder                          | Mietshaus in geschlossener Bebauung | Holbeinstraße 38 (Karte)                                                                                                  | 1889 | Zeittypisches Wohngebäude in Klinkermischbauweise von baugeschichtlicher und städtebaulicher Bedeutung | 09301245 |
|                                         | Mietshaus in geschlossener Bebauung | Holbeinstraße 42 (Karte)                                                                                                  | 1905 | Reich gestalteter Mietshausbau, weitestgehend original erhaltene, schöne Baudetails, baugeschichtlich und städtebaulich von Bedeutung | 09202190 |
|                                         | Mietshaus in geschlossener Bebauung konzipiert | Holbeinstraße 43 (Karte)                                                                                                  | 1900 | Gründerzeitlicher Wohnbau (Klinkerfassade) im geschlossenen Straßenzug, baugeschichtlich von Bedeutung, baugeschichtlich von Bedeutung | 09205457 |
|                                         | Mietshaus in geschlossener Bebauung | Holbeinstraße 44 (Karte)                                                                                                  | 1905 | Qualitätvolle Fassadengliederung mit original erhaltenen Porphyrelementen, Ornamentik in Jugendstilformen, baugeschichtlich und städtebaulich von Bedeutung | 09202191 |
|                                         | Mietshaus in geschlossener Bebauung | Holbeinstraße 46 (Karte)                                                                                                  | 1903 | Sehr reich gestaltete Historismus- und Jugendstilfassade, wertvoll auf Grund des originalen Erhaltungszustandes, von Bedeutung für das Straßenbild, baugeschichtlich und städtebaulich von Bedeutung | 09202192 |
| Direkt Bild zu diesem Denkmal hochladen | Mietshaus in geschlossener Bebauung | Holbeinstraße 48 (Karte)                                                                                                  | 1887 | Putzbau, Teil einer nahezu vollständig erhaltenen Blockrandbebauung, die eine beispielhafte bauliche Entwicklung des Wohnquartiers bis in die 1920er Jahre aufzeigt, bau- und stadtentwicklungsgeschichtlich von Bedeutung. Das Mietshaus in geschlossener Bebauung liegt am östlichen Rand des Chemnitzer Ortsteils Zentrum. Mit der fortschreitenden Industrialisierung wurden die bis dahin ländlich geprägten Gebiete östlich und südlich des am Stadtrand liegenden alten Kirchhofs an der Johanniskirche nach und nach durch gründerzeitliche Wohnquartiere verdrängt. In den historischen Adressbüchern wird 1887 die Holbeinstraße erstmalig mit der Hausnummer 48 als erstes Haus des Straßenzugs genannt. Bauherren waren F. E. Jähnig, Inhaber eines Maurergeschäftes, und F. H. Jähnig, mit der Berufsangabe Bauführer, die auch weitere Mietshäuser in Chemnitz errichteten, um sie nach Fertigstellung zu veräußern. Im Adressbuch von 1888 wird in diesem Falle J. H. Krumbiegel als neuer Hauseigentümer genannt. Die regelmäßige historistische Fassadengestaltung des viergeschossigen Putzbaus folgte einem bauzeitlich vielfach verwendeten Typus. Sie kennzeichnet im ersten und zweiten Obergeschoss Fenstergewände mit geraden Bedachungen in Formen der Neorenaissance aus regionaltypischem Hilbersdorfer Porphyrtuff. Ein Gurtgesims über dem Erdgeschoss und dem zweiten Obergeschoss unterstreichen die horizontale Gliederung. Über dem Traufgesims erhebt sich ein flaches Satteldach. Erwähnenswert sind vier originale Kastenfenster mit Sprossung im ersten Obergeschoss und die bauzeitliche Hauseingangstür. Vermutlich in den 1970/1980er Jahren wurden an dem Gebäude verschiedene Veränderungen vorgenommen, u.a. Glätten der Fassade und Einbau moderner Fenster. Im Innern des Gebäudes haben sich das bauzeitliche Treppenhaus mit Terrazzostufen, Bemalungen im Eingangsbereich aus den 1920er Jahren sowie Wohnungseingangs- und Zimmertüren. Als erstes Gebäude des Straßenzuges Holbeinstraße besitzt das Mietshaus neben seiner baugeschichtlichen Bedeutung einen stadtentwicklungsgeschichtlichen Wert. Es ist Teil einer nahezu vollständig erhaltenen Blockrandbebauung, die eine beispielhafte bauliche Entwicklung des Wohnquartiers bis in die 1920er Jahre aufzeigt. | 09307402 |
|                                         | Mietshaus in Ecklage (bauliche Einheit mit Rembrandtstraße 45) | Holbeinstraße 50 (Karte)                                                                                                  | 1911 | Zeittypischer Putzbau von baugeschichtlicher und städtebaulicher Bedeutung | 09247609 |
| Weitere Bilder                          | Wohnhaus (zwei Hausnummern) in Ecklage, mit Läden | Innere Klosterstraße 1, 1a (Karte)                                                                                        | 1954/1955 | Unmittelbar an das Siegertsche Haus (Markt 21) anschließender traditionalistischer Bau der Nachkriegszeit, baugeschichtlich und ortsgeschichtlich von Bedeutung, im Heimatstil, Vorgängerbau war Wohnhaus des Gelehrten Georgius Agricola | 09202107 |
| Weitere Bilder                          | Vier Wohnhäuser mit Läden | Innere Klosterstraße 7, 9, 11, 13 (Karte)                                                                                 | 1954/1955 | Qualitätvolle Bauten, im Heimatstil, anfangs typisch für die Architektur der 1950er Jahre der DDR, vorgelagerte Erdgeschoss-Ladenzone straßenbildprägend | 09202106 |
| Weitere Bilder                          | Mietshaus mit Läden (zwei Hausnummern, heute Genossenschaftsbank) in geschlossener Bebauung in Ecklage | Innere Klosterstraße 15, 17 (Karte)                                                                                       | Bezeichnet mit 1951–1952, im Kern 19. Jahrhundert | Traditionalistisch gestalteter Wohnbau, nach Kriegsbeschädigung wiederaufgebaut, wertvoller Zeuge der ersten Wiederaufbauphase im Chemnitzer Stadtkern, baugeschichtlich von Bedeutung | 09202105 |
| Weitere Bilder                          | Wohnhäuser in geschlossener Bebauung (bauliche Einheit mit Theaterstraße 11–19) | Innere Klosterstraße 19, 21 (Karte)                                                                                       | 1954–1955 | Typische Wohnhausbauten der DDR der 1950er Jahre, geschickt in den Straßenverlauf eingepasst, vgl. auch Theaterstraße 11–19, baugeschichtlich und städtebaulich von Bedeutung | 09202104 |
| Weitere Bilder                          | Jakobikirche mit Ausstattung | Jakobikirchplatz 1 (Karte)                                                                                                | 1350–1365, später überformt (Westfassade 1911/1912); Anfang 16. Jahrhundert (Kruzifix); 1612 (Kreuzigungsgemälde); 17. Jahrhundert (Taufe); 18. Jahrhundert (drei Pastorenbildnisse) | Hauptpfarrkirche der Stadt Chemnitz, im Zentrum der Stadt gelegen, von hohem architektonischem, städtebaulichem und historischem Wert, gotischer Kirchenbau, Westfassade 1911–1912 von den Dresdner Architekten Schilling & Graebner im Sinne des Jugendstils ausgeführt, von hohem architektonischem, städtebaulichem und historischem Wert | 09244959 |
|                                         | Saxoniabrunnen: Brunnenanlage, ursprünglich auf dem Roßmarkt stehender Brunnen | Johannisplatz 1 (vor) (Karte)                                                                                             | 9. Juli 1893 (Einweihung) | Künstlerische und ortsgeschichtliche Bedeutung. Von Bruno Fischer und Hans Pätzel. Bronze (Figuren), roter Schwedischer Granit (Brunnenschale, Postamente), Lausitzer Granit (Stufenunterbau). Bis 1941 auf dem Roßmarkt, seit 2011 auf dem Johannisplatz. | 09247875 |
|                                         | Bankgebäude (ehemals Dresdner Bank) | Johannisplatz 10 (Karte)                                                                                                  | 1922–1924 | Monumentaler Bau von hohem architektonischem Anspruch, im Reformstil der Zeit nach 1910 mit Art-Déco-Elementen, Architekt war Heinrich Straumer aus Berlin, baugeschichtlich von Bedeutung | 09202210 |
| Weitere Bilder                          | Mietshaus in ehemals geschlossener Bebauung | Karl-Immermann-Straße 23 (Karte)                                                                                          | 1911 | Kleinerer Mietshausbau, Rest einer älteren Bebauung der Karl-Immermann-Straße, baugeschichtlich von Bedeutung | 09202165 |
| Weitere Bilder                          | Mietshaus in ehemals geschlossener Bebauung, ursprünglich Fabrik | Karl-Immermann-Straße 25 (Karte)                                                                                          | Bezeichnet mit 1912 | Qualitätvoller Gewerbebau mit straßenbildprägendem Erker im zweiten Obergeschoss, baugeschichtlich von Bedeutung | 09202164 |
|                                         | Mietshaus in geschlossener Bebauung | Karl-Immermann-Straße 26 (Karte)                                                                                          | Um 1910 | Mietshausbau im Reformstil der Zeit um 1910 mit in Jugendstilornamentik gestalteter Putzhaut, original erhalten, baugeschichtlich von Bedeutung | 09202169 |
| Weitere Bilder                          | Mietshaus in geschlossener Bebauung, in Ecklage | Karl-Immermann-Straße 30 (Karte)                                                                                          | 1885/1886 | Weitestgehend original erhaltener Bau in städtebaulich wichtiger Ecklage, diese architektonisch aufgreifend, baugeschichtlich von Bedeutung | 09202166 |
|                                         | Mietshaus in ehemals geschlossener Bebauung | Karl-Immermann-Straße 32 (Karte)                                                                                          | 4. Viertel 19. Jahrhundert | Gründerzeitliche Fassadengestaltung, wertvoll auf Grund des weitestgehend originalen Zustandes, baugeschichtlich von Bedeutung | 09202167 |
|                                         | Mietshaus in geschlossener Bebauung | Karl-Liebknecht-Straße 25 (Karte)                                                                                         | 1883 | Einheitlich ausgeführt mit Georgstraße 14, gründerzeitlicher Etagenwohnbau mit qualitätvoller, gut erhaltener Fassadengliederung, die Motive des Nachbarhauses aufnimmt, baugeschichtlich und städtebaulich von Bedeutung | 09244750 |
|                                         | Mietshaus in geschlossener Bebauung | Karl-Liebknecht-Straße 27 (Karte)                                                                                         | 1883 | Qualitätvolle historistische Fassadengliederung mit Neorenaissancemotiven, städtebauliche Bedeutung als Teil einer einheitlichen, repräsentativen Straßenrandbebauung | 09244751 |
|                                         | Mietshaus in Ecklage | Karl-Liebknecht-Straße 29 (Karte)                                                                                         | 1884 | Typischer gründerzeitlicher Mietsbau, von städtebaulicher Bedeutung als Teil einer geschlossen erhaltenen, repräsentativen Straßenrandbebauung | 09244752 |
|                                         | Mietshaus in geschlossener Bebauung | Karl-Liebknecht-Straße 31 (Karte)                                                                                         | 1872 | Schlichtes Gebäude aus dem letzten Viertel des 19. Jahrhunderts, baugeschichtlich und städtebaulich von Bedeutung | 09244757 |
|                                         | Mietshaus in geschlossener Bebauung | Karl-Liebknecht-Straße 33 (Karte)                                                                                         | 1872 | Einfacher Wohnhausbau, dessen künstlerisch ausgestalteter Dacherker von Bedeutung für den Straßenzug ist, gleiche Gestaltung wie das Nachbargebäude Nr. 35, baugeschichtlich und städtebaulich von Bedeutung | 09244755 |
|                                         | Mietshaus in geschlossener Bebauung | Karl-Liebknecht-Straße 35 (Karte)                                                                                         | 1871 | Einfache Mietshausarchitektur, deren plastisch gestalteter Dacherker von Bedeutung für den Straßenzug ist, gleiche Gestaltung wie das Nachbargebäude Nr. 33, baugeschichtlich und städtebaulich von Bedeutung | 09244756 |
|                                         | Mietshaus in Ecklage | Karl-Liebknecht-Straße 37 (Karte)                                                                                         | 1872 | Einfacher gründerzeitlicher Etagenwohnbau, bildet mit seinem Gegenüber Nr. 39 eine markante städtebauliche Einheit am Eingang zum Brühl-Viertel, baugeschichtlich von Bedeutung | 09244753 |
|                                         | Mietshaus in Ecklage | Karl-Liebknecht-Straße 39 (Karte)                                                                                         | 1873 | Einfacher gründerzeitlicher Etagenwohnbau, bildet mit seinem Gegenüber Nr. 37 eine einprägsame städtebauliche Einheit am Eingang zum Brühl-Viertel, baugeschichtlich und städtebaulich von Bedeutung | 09244754 |
| Weitere Bilder                          | Kaßbergbrücke über die Chemnitz und über die Fabrikstraße, Treppenaufgang und straßenbegleitende Böschungsmauern | Kaßbergauffahrt (Karte)                                                                                                   | 1869–1870 | Steinerne Bogenbrücke über die Chemnitz, original erhalten, Auffahrt zum Kaßberg, ortsgeschichtlich und technikgeschichtlich von Bedeutung | 09202206 |
| Weitere Bilder                          | Villa Hartmann, drei Gartenhäuser, Gartenanlage und Einfriedung | Kaßbergstraße 36 (Karte)                                                                                                  | 1868, umgebaut 1899 | Große repräsentative Villa des Fabrikanten Hartmann in klassizistischer Formensprache mit barockisierenden Details, ausgesprochen großzügiges Anwesen mit umgebendem Garten und original erhaltenen Gartenhäuschen, baugeschichtlich und gartenkünstlerisch von Bedeutung | 09202204 |
| Weitere Bilder                          | Ehemaliges Pionierhaus mit Verbindungsbau zur Villa Hartmann und Einfriedungsmauer (Haus der Kinder und Jugend „spektrum“) | Kaßbergstraße 38 (Karte)                                                                                                  | 1955–1956 | Qualitätvoller Bau der 1950er Jahre in traditioneller Bauweise, markante Lage am nordöstlichen Fuß des Kaßberges, einer der bedeutendsten sächsischen Bauten im Stil der Nationalen Bautradition, ortsgeschichtlich und baugeschichtlich von Bedeutung | 09202205 |
| Weitere Bilder                          | Ehemaliges Wirtschaftsgebäude (sogenannte Alte Schmiede), rückwärtig an Innere Klosterstraße 1 anschließend | Kirchgäßchen 1 (Karte) | Bezeichnet mit 1673; 1. Hälfte 1950er Jahre Wiederaufbau | Wichtig als Rest der Bebauung der Chemnitzer Altstadt, ein Bau der Wiederaufbauzeit der 1950er Jahre mit wertvollen wiederverwendeten historischen Baudetails des 17. Jahrhunderts, baugeschichtlich von Bedeutung | 09244995 |
| Weitere Bilder                          | Erstes Chemnitzer Bahnbetriebswerk (auch als Heizhausanlage bezeichnet), bestehend aus dem früheren Rechteck-Lokschuppen mit Schornstein, der Wasserstation, dem Kesselhaus mit Aufzug und dem überdachten Ladegleis mit Hebekran                                                                | Lerchenstraße 2 (Karte)                                                                                                   | Um 1870 | Bemerkenswerte Gesamtanlage aus der Frühzeit des Eisenbahnverkehrs in Chemnitz, beeindruckende Folge der Hallenschiffe auf hohen Substruktionen entlang der Lerchenstraße, besonderer Seltenheitswert kommt der viergeschossigen Wasserstation zu, eisenbahngeschichtlich, baugeschichtlich und technikgeschichtlich von Bedeutung | 09244922 |
|                                         | Mietshaus in geschlossener Bebauung | Lerchenstraße 3 (Karte)                                                                                                   | 1873 | Einfacher, aufwendig gegliederter, frühgründerzeitlicher Wohnbau, baugeschichtlich von Bedeutung | 09244761 |
| Weitere Bilder                          | Ehemalige Maschinenfabrik mit Vorderhaus, angegliedertem Seitenflügel und rückwärtigen Fabrikgebäuden (ehemals FAMAC, VEB Spemafa, Fleischereimaschinenfabrik Gebr. Unger) | Lerchenstraße 6, 8 (Karte)                                                                                                | Um 1870; 1908 | Beeindruckende, mit architektonischem Anspruch gestaltete Anlage, Architekten: Zapp & Basarke, in gutem Erhaltungszustand, baugeschichtlich und industriegeschichtlich von Bedeutung | 09244759 |
|                                         | Mietshaus in geschlossener Bebauung | Lerchenstraße 13 (Karte)                                                                                                  | 1873 | Einfache symmetrisch angelegte Fassade mit floraler Ornamentik eines kleineren gründerzeitlichen Mietshauses, baugeschichtlich von Bedeutung | 09244595 |
| Weitere Bilder                          | Altes Rathaus (bauliche Einheit mit Neuem Rathaus am Neumarkt) | Markt 1 (Karte) | 1496–1498; 1946–1951 Wiederaufbau | Bedeutender Renaissancebau, einer der wenigen monumentalen Zeugen des historischen Chemnitz in der Innenstadt, ortsgeschichtlich, ortsbildprägend und baugeschichtlich von Bedeutung | 09244986 |
|                                         | Wohn- und Geschäftshaus in Ecklage | Markt 4 (Karte) | 1912 | Qualitätvoller Bau mit wichtiger städtebaulicher Funktion als östlicher Platzbegrenzung des Markts, weitestgehend original erhalten, baugeschichtlich von Bedeutung | 09244994 |
| Weitere Bilder                          | Wohnhaus (zwei Gebäudehälften) in geschlossener Bebauung (Siegertsches Haus) | Markt 20 (Karte) | 1737–1741; bezeichnet mit 1953–1954 (Wiederaufbau) | Viergeschossiges Bürgerhaus mit spätbarocker, reicher Fassade (linke Haushälfte) und neobarocker Fassade der Wiederaufbauzeit der 1950er Jahre (rechte Haushälfte), baugeschichtlich von Bedeutung | 09244923 |
| Weitere Bilder                          | Erweiterungsbau des Fernmeldeamtes (ehemals Telefonamt Chemnitz-Mitte) | Minna-Simon-Straße 3, 5 (Karte)                                                                                           | 1928–1930 | Besonders wertvoller Zeuge der Architektur der späten 1920er Jahre in Chemnitz, architektonisch anspruchsvoller Verwaltungsbau in moderater Modernität, städtebaulich überaus wirksam, baugeschichtlich von Bedeutung. Am 23. August 1930 wurde nach zweijähriger Bauzeit das neue Fernmeldeamt an der ehemaligen Oberen Aktienstraße, heute Minna-Simon-Straße, eröffnet. Der von Postbaurat Edler, Regierungsbaumeister Oehmigen und Architekt Geißler entworfene Bau ist ein architektonisch anspruchsvoller Verwaltungsbau im Stil der Neuen Sachlichkeit, an dessen Fassadengestaltung noch Anklänge an die expressive Formensprache der frühen Bauhausarchitektur ablesbar sind. Der lang gestreckte, viergeschossige Putzbau besitzt eine ausgewogene Schauseite zur Minna-Simon-Straße und ein typisches Flachdach. Eine besondere Spannung verleiht der am Ostgiebel des Gebäudes angebaute markante Treppenhausturm, dessen zwölf über fünf Geschosse verteilte Eckfenster eine optische Erhöhung hervorrufen. Alle gliedernde Elemente wurden in Rochlitzer Porphyrtuff ausgeführt, dazu gehören das rustizierte Sockelgeschoss, die gebänderte Steinverkleidung des ersten und zweiten Obergeschosses und nicht zuletzt das doppelte, mehrfach nach innen gestaffelte Eingangsportal mit abgerundeter Überdachung. Durch die Eckbetonung des Treppenturms mit seiner ausdrucksvollen Fensteranordnung wird die expressive Wirkung der Fassade unterstrichen. In dem architektonisch wertvollen Zeugnis der Architektur der späten 1920er Jahre hat heute die Deutsche Telekom ihren Sitz. | 09202113 |
| Weitere Bilder                          | Wohnhauszeilen eines Wohngebietes, entstanden im Rahmen einer einheitlichen Gesamtplanung (Einzeldenkmale der Sachgesamtheit 09302590) | Moritzstraße 1, 3, 5, 7, 9, 11, 13, 15, 35, 37, 39 (Karte)                                                                | 1951–1957 (Mehrfamilienwohnhäuser Nr. 1–15); bezeichnet mit 1953 (Mehrfamilienwohnhäuser Nr. 35–39)                                                                                  | Einzeldenkmale der Sachgesamtheit Wiederaufbaugebiet Reitbahnstraße; herausragende historische und städtebauliche Bedeutung als erstes geschlossenes Wiederaufbaugebiet in Chemnitz nach den Zerstörungen des Zweiten Weltkrieges, hofumschließende Bebauung mit den Hauptachsen Reitbahnstraße und Annenstraße, teilweise noch im knappen traditionalistischen Idiom der unmittelbaren Nachkriegszeit, teilweise bereits in den historisierenden Formen der „nationalen Traditionen“ ausgeführt, bemerkenswerte Konstruktion der Geschossdecken in Wölbtechnik unter Verwendung von Trümmerziegeln und eines Aschebindemittels, großzügige Freiflächengestaltung, siehe auch unter Annaberger Straße 3-9, Annenstraße 1–11, 17–21 und 2, 6–14, 18, 22–32, 36–38, Bernsbachplatz 5–6, Brauhausstraße 9–25, Clara-Zetkin-Straße 8–14, Fritz-Reuter-Straße 25–31, Reitbahnstraße 19–41 und 24–52, 80–84, Wiesenstraße 2–8 und 3–9, Zschopauer Straße 22–28, 36–46 | 09202172 |
| Weitere Bilder                          | Ehemaliges Kaufhaus Tietz einschließlich Anbau an der Moritzstraße | Moritzstraße 20 (Karte)                                                                                                   | 1913 | Architektonisch bedeutsamer, durch seine Größe für diesen Stadtteil prägender Warenhausbau, vollständig sandsteinverkleidet, in strengen Formen, Architekt: Wilhelm Kreis, baugeschichtlich und stadtbildprägend von Bedeutung | 09244997 |
| Weitere Bilder                          | Wohnhaus in offener Bebauung (Fritz-Heckert-Gedenkstätte, „Heck-ART-Haus“) | Mühlenstraße 2 (Karte) | 2. Drittel 19. Jahrhundert; Neuaufbau 1973–1974 | Neuaufbau von 1973/74 eines ursprünglich am benachbarten Standort Mühlenstraße 16 befindlichen typischen, ehemaligen vorstädtischen Wohnhauses des 19. Jahrhunderts, Geburtshaus des Gewerkschafters und Kommunisten Fritz Heckert, Haus gibt Zeugnis von Denkmalpflege und Heroenkult in der DDR in den 1970er Jahren, baugeschichtlich und ortsgeschichtlich von Bedeutung | 09202112 |
| Weitere Bilder                          | Schwimmbad mit Vorplatz (Stadtbad) | Mühlenstraße 25, 27 (Karte)                                                                                               | 1929–1935, mit Bauunterbrechung 1931–34 | Funktionell gegliederter Gebäudekomplex des Städtischen Hallenschwimmbades, bestehend aus durchweg kubischen Baukörpern, einer der prominentesten Bauten der Neuen Sachlichkeit in Chemnitz, Architekt war Stadtbaurat Fred Otto, vorgelagerte Loggien lassen den Einfluss Heinrich Tessenows erkennen, baugeschichtlich und sozialgeschichtlich von Bedeutung | 09202110 |
| Weitere Bilder                          | Mietshaus in Ecklage (bauliche Einheit mit Hauboldstraße 2) | Mühlenstraße 29 (Karte)                                                                                                   | 4. Viertel 19. Jahrhundert | Bildet eine einheitliche Front mit dem angrenzenden Eckgebäude Hauboldstraße 2, qualitätvolle historistische Fassade in beherrschender städtebaulicher Lage zwischen Chemnitzfluss und Brühlviertel, in gutem Zustand, baugeschichtlich von Bedeutung | 09244650 |
|                                         | Bürogebäude (zwei Hausnummern) in ehemals geschlossener Bebauung | Mühlenstraße 34, 36 (Karte)                                                                                               | Um 1930 | Markanter Geschäftshausbau, qualitätvoller Vertreter einer traditionalistischen Architektursprache, besonders wertvoll als letzter am Ort erhaltener Rest der ursprünglichen Bebauung im unteren Teil der Mühlenstraße, in sehr gutem Zustand, baugeschichtlich von Bedeutung | 09244635 |
|                                         | Mietshaus in geschlossener Bebauung | Mühlenstraße 45 (Karte)                                                                                                   | 1888 | Qualitätvolle gründerzeitliche Klinkerfassade mit relativ wenig Ornament, Fassade ist zurückhaltend, reliefartige Gestaltung im Fensterbereich, baugeschichtlich von Bedeutung | 09244662 |
| Weitere Bilder                          | Mietshaus in geschlossener Bebauung | Mühlenstraße 47 (Karte)                                                                                                   | 1888 | Schlichte gründerzeitliche Ziegelfassade mit gut erhaltenen steinernen Fenstergewänden, baugeschichtlich von Bedeutung | 09244648 |
|                                         | Mietshaus in geschlossener Bebauung in Ecklage | Mühlenstraße 88 (Karte)                                                                                                   | 1885 | Gründerzeitliche Fassade mit umlaufendem Zahnschnittgesims und klassizistischen Fenstereinfassungen, baugeschichtlich von Bedeutung | 09244661 |
|                                         | Mietshaus in geschlossener Bebauung | Mühlenstraße 90 (Karte)                                                                                                   | 1884 | Gründerzeitliche Fassade mit Fenstereinfassungen in Form von plastisch gestalteten Dreiecksgiebeln, baugeschichtlich von Bedeutung | 09244660 |
| Weitere Bilder                          | Schule mit rückwärtiger Turnhalle, zusammengehörig mit Schulgebäude Brühl 59 (Karl-Liebknecht-Schule, ehemals Brühl-Schule und V. Bezirksschule) | Mühlenstraße 94 (Karte)                                                                                                   | 1883 | Schlichter großer Schulhausbau aus gelbem Ziegel und Elbsandstein, typischer Schulbau aus der Amtszeit des Stadtbaurates Eduard Hechler, Gebäude bildet mit der Rosa-Luxemburg-Schule am Brühl 59 eine gestalterische Einheit, baugeschichtlich von Bedeutung | 09244652 |
|                                         | Mietshaus in geschlossener Bebauung in Ecklage | Mühlenstraße 100 (Karte)                                                                                                  | 1887 | Sehr reich und prächtig gestaltetes Mietshaus in markanter Ecklage, diese architektonisch deutlich aufgreifend, baugeschichtlich von Bedeutung | 09244658 |
| Weitere Bilder                          | Mietshaus in geschlossener Bebauung in Ecklage | Mühlenstraße 102 (Karte)                                                                                                  | 1887 | Gründerzeitliche Klinkerfassade in markanter Ecklage, diese architektonisch aufgreifend, baugeschichtlich von Bedeutung | 09244659 |
|                                         | Mietshaus in geschlossener Bebauung mit Vorgarten | Müllerstraße 1 (Karte) | Bezeichnet mit 1891 | Repräsentative, anspruchsvoll gestaltete Wohnarchitektur in gutem Zustand, Teil der einheitlichen gründerzeitlichen Straßenbebauung an der Müllerstraße, baugeschichtlich von Bedeutung | 09244677 |
|                                         | Mietshaus in geschlossener Bebauung mit Vorgarten | Müllerstraße 3 (Karte) | 1893 | Gebäude typisch für einfachere gründerzeitliche Wohnarchitektur, Teil der einheitlichen Randbebauung der Müllerstraße, baugeschichtlich von Bedeutung | 09244678 |
|                                         | Mietshaus in geschlossener Bebauung mit Vorgarten | Müllerstraße 11 (Karte)                                                                                                   | 1891 | Einfache, jedoch qualitätvoll gestaltete, gründerzeitliche Wohnarchitektur, weitestgehend original erhalten, Teil der einheitlichen Randbebauung der Müllerstraße, baugeschichtlich von Bedeutung | 09244681 |
|                                         | Mietshaus in geschlossener Bebauung mit Vorgarten | Müllerstraße 13 (Karte)                                                                                                   | 1891 | Aufwendig gestalteter gründerzeitlicher Wohnbau in gutem Erhaltungszustand, Teil der einheitlichen Randbebauung der Müllerstraße, baugeschichtlich von Bedeutung | 09244682 |
|                                         | Mietshaus in geschlossener Bebauung mit Vorgarten | Müllerstraße 15 (Karte)                                                                                                   | 1891 | Einfach gestaltete Gründerzeitfassade in Ziegel mit steinernen Gliederungselementen, baugeschichtlich von Bedeutung | 09244676 |
| Weitere Bilder                          | Mietshaus in Ecklage | Müllerstraße 21 (Karte)                                                                                                   | 1888 | Schlichter Bau vom Ende des letzten Jahrhunderts, von städtebaulicher Bedeutung auf Grund seiner markanten Ecklage Müllerstraße/Mühlenstraße, baugeschichtlich von Bedeutung | 09244663 |
|                                         | Mietshaus in geschlossener Bebauung | Müllerstraße 23 (Karte)                                                                                                   | 1888 | Schlichtes gründerzeitliches Wohnhaus mit feinen Baudetails, weitestgehend original erhalten, baugeschichtlich von Bedeutung | 09244665 |
| Weitere Bilder                          | Ehemalige Schüffnersche Kattundruckerei (später Wohnhaus) mit Vorgarten am Ufer der Chemnitz | Müllerstraße 31 (Karte)                                                                                                   | 1850–1851 | Letztes bauliches Zeugnis der einst zahlreichen Chemnitzer Kattundruckereien, palazzoartiges Gebäude mit repräsentativem Anspruch, von Wert für die städtebauliche Situation am Ufer der Chemnitz, baugeschichtlich von Bedeutung. Ehemals denkmalgeschütztes rückwärtiges Gebäude Hauboldstraße 1 2014 abgerissen. | 09202199 |
| Weitere Bilder                          | Verwaltungsgebäude der Allgemeinen Ortskrankenkasse in offener Bebauung, mit Vorgarten | Müllerstraße 41 (Nordstraße 27, Promenadenstraße 50) (Karte)                                                              | 1930–1931 | Aus kubischen Baukörpern bestehender Komplex in Stahlbetonkonstruktion mit einer Außenwandverkleidung aus Rochlitzer Porphyr, elegante Wirkung durch abgerundete Nordwest-Ecke und horizontale Fensterbänder, ein Hauptwerk des Neuen Bauens in Chemnitz, Architekt war Curt am Ende, baugeschichtlich, kunstgeschichtlich und ortsgeschichtlich von Bedeutung | 09202197 |

## Ehemalige Denkmäler
| Bild                                    | Bezeichnung | Lage                                                        | Datierung                                                        | Beschreibung | ID       |
| --------------------------------------- | --- | ----------------------------------------------------------- | ---------------------------------------------------------------- | --- | -------- |
| Direkt Bild zu diesem Denkmal hochladen | Mietshaus | Annaberger Straße 67 (Karte)                                | 1886                                                             | Abgerissen zwischen 2006 und 2009, Streichung aus der Denkmalliste vor 2010 |          |
|                                         | Ehemalige Handwerkskammer der Stadt Chemnitz, als Verwaltungs-Behelfsbau errichtet, mit Ausstattung | Aue 13 (Karte)                                              | 1955                                                             | Zeugnis der Architektur und des Handwerks der Nachkriegszeit in authentischem Zustand von baugeschichtlichem, kunstgeschichtlichem sowie stadtgeschichtlichem Wert, baugeschichtlich von Bedeutung. Zwischen 2013 und 2016 abgerissen. | 09301040 |
| Weitere Bilder                          | Eisenbahnbrücke über die August-Bebel-Straße | August-Bebel-Straße 12 (bei) (Karte)                        | 1901                                                             | Stahlbalkenbrücke mit originalem Geländer, flankierende Mauern in stark rustiziertem Quadermauerwerk, baugeschichtlich und technikgeschichtlich von Bedeutung. Die mittleren Brücken wurden Ende Januar 2012 abgerissen, eine weitere Brücke Ende März 2014. | 09202830 |
|                                         | Eisenbahnbrücke mit Flügelmauern über die Augustusburger Straße und angrenzender nördlicher Stützmauer zwischen Hauptbahnhofgelände und Höhe Dammstraße sowie südlich angrenzender Stützmauer bis Straßenbrücke Zschopauer Straße (Einzeldenkmale der Sachgesamtheit 09306647) | Augustusburger Straße 45 (bei), Uferstraße 26 (bei) (Karte) | 1904–1909 (Eisenbahnbrücke); Anfang 20. Jahrhundert (Stützmauer) | Einzeldenkmale in der Sachgesamtheit Eisenbahnbogen Chemnitz; technikgeschichtlich bedeutende elegante Eisenbrücke in sachlichen Formen sowie stadtbildprägender Geländeeinschnitt mit einer in der Höhe variierenden Stützmauer aus Natursteinquadern der Hauptbahnstrecke Dresden–Werdau (6258, sä. DW) zeugen vom Umbau der Chemnitzer Eisenbahnanlagen nach der Jahrhundertwende, eisenbahngeschichtlich und ortsgeschichtlich von Bedeutung. Anfang 2020 abgerissen. | 09244882 |
| Weitere Bilder                          | Stellwerk 2 der Bauart Güdel, einschließlich der gesamten technischen Ausstattung (Hebelbank, Blocksystem) sowie Stellwerk 5 mit technischer Ausstattung | Bahnhofstraße 1 (Karte)                                     | 1906 (Stellwerk 2); 1936 (Stellwerk 5)                           | Zwei original erhaltene und für ihre Bauzeit signifikante Gebäude mit erhaltener Technik, von verkehrsgeschichtlicher Bedeutung, Stellwerk 5 ist ein 4-Reihen-Hebelstellwerk, von dieser Bauart wurden durch die Reichsbahn insgesamt nur drei Stellwerke errichtet, baugeschichtlich von Bedeutung. Abgerissen im Januar 2012. | 09202831 |
| Weitere Bilder                          | Hotel Carola | Bahnhofstraße 10 (Karte)                                    | 1890                                                             | 2007 abgerissen, Streichung aus der Denkmalliste vor 2010 |          |
| Direkt Bild zu diesem Denkmal hochladen | Schulgebäude (ehemalige Höhere Mädchenschule) | Brückenstraße 7 (Karte)                                     | 1876                                                             | 2008 abgerissen, Streichung aus der Denkmalliste vor 2010 |          |
|                                         | Mietshaus | Elisenstraße 24 (Karte)                                     | 1886                                                             | Erhalten, Streichung aus der Denkmalliste 2010 |          |
| Direkt Bild zu diesem Denkmal hochladen | Mietshaus | Elisenstraße 34 (Karte)                                     | 1889                                                             | Abgerissen zwischen 2006 und 2009, ehemals im Eigentum der GGG, Streichung aus der Denkmalliste vor 2010 |          |
| Direkt Bild zu diesem Denkmal hochladen | Mietshaus | Freiberger Straße 16 (Karte)                                | 1875                                                             | Abgerissen zwischen 2006 und 2009, Streichung aus der Denkmalliste vor 2010 |          |
| Direkt Bild zu diesem Denkmal hochladen | Mietshaus | Freiberger Straße 22 (Karte)                                | Um 1860                                                          | Abgerissen zwischen 2001 und 2006, Streichung aus der Denkmalliste vor 2010 |          |
| Direkt Bild zu diesem Denkmal hochladen | Mietshaus | Freiberger Straße 24 (Karte)                                | Um 1860                                                          | Abgerissen zwischen 2001 und 2006, Streichung aus der Denkmalliste vor 2010 |          |
| Direkt Bild zu diesem Denkmal hochladen | Mietshaus | Georgstraße 6 (Karte)                                       |                                                                  | Abgerissen zwischen 2001 und 2006, Streichung aus der Denkmalliste vor 2010 |          |
| Direkt Bild zu diesem Denkmal hochladen | Wohnhaus | Georgstraße 8 (Karte)                                       |                                                                  | Abgerissen zwischen 2001 und 2006, Streichung aus der Denkmalliste vor 2010 |          |
| Direkt Bild zu diesem Denkmal hochladen | Geschäftshaus | Hartmannstraße 16 (Karte)                                   | 1894                                                             | Streichung aus der Denkmalliste vor 2010. 2010 abgerissen. Während der Arbeiten an der benachbarten Hartmannbrücke waren Schäden an der Uferstützmauer des Gebäudes aufgetreten. Zur Vermeidung eines Rechtsstreits kaufte die Stadt Chemnitz dem Eigentümer das Gebäude für 150.000 Euro ab und ließ es trotz der vom Stadtforum Chemnitz angeführten Proteste abreißen.                                                                                                 |          |
| Direkt Bild zu diesem Denkmal hochladen | Mietshaus | Hartmannstraße 39 (Karte)                                   | 1883                                                             | Abgerissen vor 2001, Streichung aus der Denkmalliste vor 2010 |          |
| Direkt Bild zu diesem Denkmal hochladen | Wohnhaus | Hauboldstraße 1 (Karte)                                     | Vermutlich 1837                                                  | Spätklassizistisches Bürgerhaus im Ensemble der Kattundruckerei Schüffner (Müllerstraße 31), früher mit diesem zusammen in der Denkmalliste geführt. Abgerissen 2014. | 09202199 |
|                                         | Mietshaus | Heinrich-Zille-Straße 1 (Karte)                             | 1888                                                             | Abgerissen zwischen 2001 und 2006, Streichung aus der Denkmalliste vor 2010 |          |
|                                         | Mietshaus | Jägerstraße 1 (Karte)                                       | 1889                                                             | 1992 saniert, Streichung aus der Denkmalliste 2010 |          |
| Direkt Bild zu diesem Denkmal hochladen | Mietshaus | Johann-von-Zimmermann-Straße 5 (Karte)                      | 1874                                                             | Abgerissen vor 2001, Streichung aus der Denkmalliste vor 2010 |          |
| Direkt Bild zu diesem Denkmal hochladen | Mietshaus und Hofgebäude | Karl-Immermann-Straße 39 (Karte)                            |                                                                  | Abgerissen zwischen 2001 und 2006, Streichung aus der Denkmalliste vor 2010 |          |
| Direkt Bild zu diesem Denkmal hochladen | Mietshaus | Lerchenstraße 4 (Karte)                                     | Um 1870                                                          | Abgerissen zwischen 2001 und 2006, Streichung aus der Denkmalliste vor 2010 |          |
| Direkt Bild zu diesem Denkmal hochladen | Mietshaus | Mauerstraße 2 (Karte)                                       | 1869                                                             | Abgerissen zwischen 2001 und 2006, Streichung aus der Denkmalliste vor 2010. |          |
| Direkt Bild zu diesem Denkmal hochladen | Mietshaus | Mauerstraße 3 (Karte)                                       | 1872                                                             | Abgerissen zwischen 2001 und 2006, Streichung aus der Denkmalliste vor 2010 |          |
| Direkt Bild zu diesem Denkmal hochladen | Mietshaus | Mauerstraße 4 (Karte)                                       | 1875                                                             | Abgerissen zwischen 2001 und 2006, Streichung aus der Denkmalliste vor 2010 |          |
| Direkt Bild zu diesem Denkmal hochladen | Mietshaus | Mühlenstraße 33 (Karte)                                     | Um 1885                                                          | Abgerissen zwischen 2001 und 2006, Streichung aus der Denkmalliste vor 2010. |          |
| Direkt Bild zu diesem Denkmal hochladen | Mietshaus | Mühlenstraße 35 (Karte)                                     | 1888                                                             | Abgerissen zwischen 2001 und 2006, Streichung aus der Denkmalliste vor 2010. |          |
| Direkt Bild zu diesem Denkmal hochladen | Mietshaus | Mühlenstraße 39 (Karte)                                     | 1889                                                             | Abgerissen zwischen 2001 und 2006, Streichung aus der Denkmalliste vor 2010 |          |
| Direkt Bild zu diesem Denkmal hochladen | Mietshaus | Mühlenstraße 41 (Karte)                                     | 1889                                                             | Abgerissen zwischen 2001 und 2006, Streichung aus der Denkmalliste vor 2010 |          |
| Direkt Bild zu diesem Denkmal hochladen | Mietshaus | Mühlenstraße 43 (Karte)                                     | 1889                                                             | Abgerissen zwischen 2001 und 2006, Streichung aus der Denkmalliste vor 2010 |          |
| Direkt Bild zu diesem Denkmal hochladen | Elektrizitätswerk | Müllerstraße 33 (Karte)                                     |                                                                  | Abgerissen zwischen 2001 und 2006, Streichung aus der Denkmalliste 2010. |          |

## Tabellenlegende
- Bild: Bild des Kulturdenkmals, ggf. zusätzlich mit einem Link zu weiteren Fotos des Kulturdenkmals im Medienarchiv Wikimedia Commons. Wenn man auf das Kamerasymbol klickt, können Fotos zu Kulturdenkmalen aus dieser Liste hochgeladen werden:
- Bezeichnung: Denkmalgeschützte Objekte und ggf. Bauwerksname des Kulturdenkmals
- Lage: Straßenname und Hausnummer oder Flurstücknummer des Kulturdenkmals. Die Grundsortierung der Liste erfolgt nach dieser Adresse. Der Link (Karte) führt zu verschiedenen Kartendiensten mit der Position des Kulturdenkmals. Fehlt dieser Link, wurden die Koordinaten noch nicht eingetragen. Sind diese bekannt, können sie über ein Tool mit einer Kartenansicht einfach nachgetragen werden. In dieser Kartenansicht sind Kulturdenkmale ohne Koordinaten mit einem roten bzw. orangen Marker dargestellt und können durch Verschieben auf die richtige Position in der Karte mit Koordinaten versehen werden. Kulturdenkmale ohne Bild sind an einem blauen bzw. roten Marker erkennbar.
- Datierung: Baubeginn, Fertigstellung, Datum der Erstnennung oder grobe zeitliche Einordnung entsprechend des Eintrags in der sächsischen Denkmaldatenbank
- Beschreibung: Kurzcharakteristik des Kulturdenkmals entsprechend des Eintrags in der sächsischen Denkmaldatenbank, ggf. ergänzt durch die dort nur selten veröffentlichten Erfassungstexte oder zusätzliche Informationen
- ID: Vom Landesamt für Denkmalpflege Sachsen vergebene, das Kulturdenkmal eindeutig identifizierende Objekt-Nummer. Der Link führt zum PDF-Denkmaldokument des Landesamtes für Denkmalpflege Sachsen. Bei ehemaligen Kulturdenkmalen können die Objektnummern unbekannt sein und deshalb fehlen bzw. die Links von aus der Datenbank entfernten Objektnummern ins Leere führen. Ein ggf. vorhandenes Icon  führt zu den Angaben des Kulturdenkmals bei Wikidata.

## Ausführliche Denkmaltexte
1. ↑  Annenschule:

Die Annenschule, als Teil des Wohngebiets Reitbahnstrasse, ist eine der frühen Entwurfsarbeiten Rudolf Weißers sowie der zweite Chemnitzer Schulneubau nach dem Zweiten Weltkrieg. Im Jahr 1952 wurde sie eingeweiht und 1959 durch ein Hortgebäude erweitert.

Der Schulkomplex mit Turnhalle besteht aus mehreren zwei- bis dreigeschossigen Gebäuden sowie einer großzügigen Freiraumgestaltung. Der im Stil der „nationalen Tradition“ gehaltene Bau weist eine gleichmäßige Fassadengestaltung auf. Eckquaderungen sowie die eng gereihten, längsrechteckigen und in Werkstein gefassten Fenster mit zweifach gesprosstem Fensterkreuz unterstreichen den vertikalen Aspekt der dreigeschossigen Gebäudeteile. Der portikusähnlich gefasste Eingangsbereich an der Giebelseite des Hauptbaus erschließt sich über einen großflächig angelegten Vorplatz mit einer weitgreifenden Treppenanlage. Das Kellergeschoss tritt in etwa mittig des Gebäudeflügels nach außen hin sichtbar hervor, da sich dieser auf leicht abschüssigem Gelände befindet.  Im mittleren Bereich der Längsseiten des Hauptbaus sind die Fenster des zweiten Obergeschosses bis in den als Satteldach ausgeführten Dachbereich hinaufgezogen. Dahinter befindet sich die Aula.

Südlich des mit einem Walmdach bekrönten Südflügels befindet sich eine mit Stützmauern und zwei Pergolen eingefasste Terrasse. Die Mauerelemente sowie die Stützen der Pergolen wurden als bossiertes Sandsteinmauerwerk ausgeführt. Die Außenanlagen mit ihrem vielfältigen Baumbestand umfassen weiterhin einen zum Teil umschlossenen Pausenhof mit einer Plastik, eine Schulsportanlage mit drei Ballspielplätzen sowie eine 100m-Laufbahn und eine Weitsprunganlage.

Der Komplex der Annen-Schule ist denkmalfähig auf Grund seines stadtentwicklungsgeschichtlichen, baugeschichtlichen, baukünstlerischen und personengeschichtlichen Wertes. Er ist Teil der einheitlichen Gesamtplanung des Wohngebiets Reitbahnstrasse als erstes geschlossenes innerstädtisches Wiederaufbaugebiet in Chemnitz nach dem Zweiten Weltkrieg. Architektonisch ist der Bau ein Zeugnis der frühen 1950er Jahre. Für Chemnitz typisch ist dabei der gemäßigte Umgang mit der zu dieser Zeit verbindlichen Formensprache der „nationalen Tradition“. Zudem ist die Anlage ein Beispiel für das Schaffen des Architekten Rudolf Weißer (1910–1981). Als späterer Stadtarchitekt von Karl-Marx-Stadt nahm Weißer wesentlich Einfluss auf die Neugestaltung der Innenstadt. Zu seinen Entwürfen zählen das heutige IHK-Gebäude von 1958, das Wohnhaus am Rosenhof sowie der Wiederaufbau des Schauspielhauses. Seine wichtigste Arbeit ist allerdings der 1968–1974 errichtete Komplex von Stadthalle und Hotel Kongreß. Damit schuf er eines der herausragenden Werke der Nachkriegsarchitektur in der Stadt.
2. ↑  Güterbahnhof (August-Bebel-Straße 12, 14):

Verwaltungsgebäude und zwei Güterschuppen (teilweise noch zu erhaltenen Ladestraßen gehörend) einer auch als Produktenbahnhof bezeichnet Eisenbahnanlage. Der Produktenbahnhof entstand zwischen 1886 und 1888.
  - Westliche Halle: Empfangsgüterschuppen, Klinkerbau (rot), Giebel mit Lisenen gegliedert (gelbe Klinker), gekropftes Hauptgesims, breiter Dachüberstand mit profilierten Balkenköpfen, Segmentbogenfenster, beidseitige Laderampe (Straße – Schiene), im Inneren Stahlfachwerkbinder auf gemauerten Säulen, Holzschalung auf Pfetten, flach geneigtes Satteldach (Preolitdeckung), Türen alt (Stahltüren mit Wellblech und Streben)
  - Kopfbau am südlichen Ende des Versandgüterschuppens (Verwaltungsgebäude): Segmentbogenfenster mit Betonung des Bogens, zweigeschossig mit Drempel, Sägezahnfries zwischen Erdgeschoss und Obergeschoss sowie Obergeschoss und Drempel als Geschossband, Geschossband zwischen erstem und zweitem Obergeschoss, zweites Obergeschoss mit Treppenfries, Zwillingsfenster am Giebel, Erdgeschoss mit Toren, bossierte Einfassung, Torbögen mit Scheitelstein, Erdgeschoß in Brückenpfeiler auslaufend
  - Östlicher Güterschuppen (anschließend an obigen Kopfbau): gleiche Bauweise wie westliche Halle, aber Oberlichtfenster

Die drei Gebäude sind die letzten erhaltenen baulichen Zeugen des ehemaligen Produktenbahnhofes, welche in gutem Originalzustand überliefert und nicht durch zunehmenden Verfall im Denkmalwert beeinträchtigt sind. Daraus ergibt sich die große stadtgeschichtliche Bedeutung als Denkmale der regionalen Verkehrsgeschichte von Chemnitz.
3. ↑  Hauptbahnhof Chemnitz:

Bereits 1836 wurde die Erzgebirgische Eisenbahngesellschaft (ab 1845 Chemnitz-Riesaer Eisenbahn-Gesellschaft) mit dem Ziel gegründet, die wachsende Industriestadt Chemnitz mit anderen sächsischen Städten zu verbinden. Nachdem die erste sächsische Bahnstrecke zwischen Leipzig und Dresden 1839 fertiggestellt war, erhielt dieses Unterfangen höchste Priorität. 1845 konnten schließlich die Bauarbeiten an der geplanten Bahnstrecke Riesa–Chemnitz beginnen, die 1852 bis Chemnitz fertiggestellt und eröffnet wurde. Vor allem für die weitere Industrialisierung der Stadt war diese verkehrstechnische Erschließung von großer Bedeutung, da der Güterverkehr nun über den Schienenweg nach Riesa und anschließend nach Dresden oder zur Messestadt Leipzig transportiert oder gleich über den Riesaer Elbhafen abgewickelt werden konnte.

In den Folgejahren wurde das Eisenbahnnetz von Chemnitz aus stetig um Direktverbindungen mit anderen sächsischen Städten erweitert, auch die Bahnhofsanlagen in Chemnitz wurden daher ständig verändert. In der Anfangszeit diente hier ein einfacher Schuppen als Station, jedoch wandelte sich der Kopf- und Endbahnhof mit der Streckeneröffnung Chemnitz–Zwickau 1858 zu einem Durchgangsbahnhof und erhielt 1859 ein Empfangsgebäude. Nach der Eröffnung eines weiteren Haltepunktes in der Nikolaivorstadt – heute Bahnhof Chemnitz-Mitte – avancierte der Standort zudem zum „Centralbahnhof“.

Aufgrund weiterer angeschlossener Strecken (1866 nach Annaberg, 1869 nach Dresden und Hainichen sowie 1872 nach Leipzig und Limbach) sowie des rasch steigenden Personen- und vor allem Güterverkehrsaufkommens waren schließlich reine Erweiterungen der Bahnhofsanlagen nicht mehr ausreichend, so dass zwischen 1868 und 1873 eine komplette Umgestaltung erfolgte.

Das alte Empfangsgebäude ersetzte man in Folge im Jahr 1873 durch das heute noch erhaltene Bahnhofsgebäude. 1910 errichtete man zudem eine Bahnsteighalle. Allerdings stürzte während der Bombardierung von Chemnitz am 5. März 1945 ein abgeschossenes Flugzeug in die Bahnhofsgebäude. Die Bahnsteighalle und Teile des Empfangsgebäudes wurde schwer beschädigt. Nach verschiedenen Ausbesserungsarbeiten in der Nachkriegszeit folgte 1972 der Abbruch der alten Bahnsteighalle. Nach dem Vorbild des Münchner Hauptbahnhofs entstand zwischen 1973 und 1975 die heutige Hallenkonstruktion. Die Durchgangsgleise der Fernzüge befinden sich auch heute noch an der westlichen Seite des Bahnhofs, während die Gleise der Nahverkehrszüge am Querbahnsteig enden.

Seit 2009 wird der Hauptbahnhof im Zuge des Ausbaus der „Sachsenmagistrale“ strukturell umgestaltet, zudem wird die Gleisanlage mit dem Chemnitzer Straßenbahnschienennetz gleicher Spurweite verbunden.

Zwischen zwei dreigeschossigen Baukörpern fügen sich zwei niedrigere, zweigeschossige Seitenflügel an, welche einen von einem Glasdach überdeckten Lichthof umschließen. Sie sind in Neorenaissanceformen gehalten, wobei der Kopfbaukörper eine repräsentative Fassade zum Bahnhofsvorplatz aufweist, welche durch einen Mittelrisalit mit drei großen Rundbögen als Haupteingang geprägt wird. Weitere Gliederungselemente sind Eckquaderungen, flankierende Rundsäulen sowie das abschließende Kranzgesims.

Über einen Zwischentrakt ist das Empfangsgebäude mit der durchschnittlich 12 Meter hohen, zweischiffigen Bahnsteighalle verbunden. Baukonstruktive und gestalterische Besonderheiten sind die Dachkonstruktion aus lediglich einmal abgestützten Trapezkastenträgern, welche jeweils maximal 72 Meter überspannen, mehreren Oberlichtern zur Hallenausleuchtung sowie die charakteristischen, verglasten Hängefassaden an der Nord- und Südseite.
4. ↑  Relief „Kampf und Sieg der revolutionären deutschen Arbeiterklasse“ vor der Brückenstraße 4:

Vor der Fassade des Eckgebäudes Brückenstraße 4 an der Kreuzung Brücken-/Bahnhofstraße steht das monumentale, von Johann Belz geschaffene Bronzerelief „Kampf und Sieg der revolutionären deutschen Arbeiterklasse“. Unterteilt in einen flachreliefierten, langgestreckten Bildstreifen und eine vor diesem stehende, hochaufragende Bildgruppe im Hochrelief, gibt das Werk die aus Sicht der DDR-Regierung entscheidenden Etappen der revolutionären Arbeitergeschichte bis in die sozialistische Gegenwart wider. Während die Darstellung der historischen Ereignisse auf dem flachen Bildstreifen aufgrund der Detailtreue einen Hang zum Genrehaften in sich trägt, neigt die Darstellung einer selbstbewusst in die Zukunft schreitenden Figurengruppe unter wehender Fahne auf dem unvollendet gebliebenen Hochrelief zum Pathos. Belz verzichtet in seinem Relief auf das Aufgreifen zeitgenössischer Tendenzen, wie das Einrahmen von Motiven oder das Hinzufügen symbolischer Motive. (Die vor der Chemnitzer Stadthalle aufgestellte Stele „Wissenschaft als Produktivkraft“ Wieland Försters sowie die in Sichtweite zu Belz‘ Relief aufgestellten „Lobgedichte“ der Künstler Jastram, Wetzel und Roßdeutscher seien hierfür beispielhaft angeführt.) Entgegen diesem Trend bildete er die Bildränder unregelmäßig aus, sodass sein Relief, das sich trotzdem deutlich von dem hellen, fensterlosen Hintergrund abhebt, in Teilbereichen die Grenze zur Freiplastik berührt.

Trotz seiner gewaltigen Größe ist das Werk nicht der Betrachtersphäre enthoben. Die auf Fernsicht angelegte Großform kontrastiert in Belz‘ Komposition mit der Kleinform, die sich dem Betrachter nur aus der Nähe erschließt. Sowohl die Themenwahl als auch deren didaktische Aufbereitung in Form von öffentlichkeitswirksamen Bildwerken stehen beispielhaft für die sozialistische Geschichtsschreibung und -vermittlung, woraus sich die zeitgeschichtliche Bedeutung des Reliefs ableiten lässt. Etwa zeitgleich mit dem Karl-Marx-Städter Großrelief entstanden in Leipzig (Karl-Marx-Universität) und Halle (Haus der Lehrer) weitere Großreliefs mit einem ähnlichen ideologischen Impetus. Als letztes und – bezogen auf die Auftragsgröße – bedeutendstes Werk des nur anderthalb Jahrzehnte tätigen Bildhauers und Formgestalters Johann Belz ist der „Kampf und Sieg der revolutionären deutschen Arbeiterklasse“ auch künstlerisch von Bedeutung.
5. ↑  Lobgedichte (Sachgesamtheit):

Ensemble, bestehend aus drei Reliefwänden und einer Stele. Kalkstein. Jo Jastram, „Lob des Lernens“ und „Lob der Dialektik“, Höhe 250 cm, Breite 650 cm. Eberhard Roßdeutscher, „Lob des Revolutionärs“, Höhe 220 cm, Breite 450 cm. Martin Wetzel, „Lob der Partei“, Höhe 220 cm, Breite 450 cm; „Lob des Kommunismus“, Höhe 700 cm. Platzartig gestaltete Freifläche zwischen Bahnhofstraße und Straße der Nationen.

Der 1968 bestätigte „Plan zur bildkünstlerischen Außengestaltung des Stadtzentrums“ von Karl-Marx-Stadt sah vor, insbesondere entlang der damaligen Karl-Marx-Allee als neuer Magistrale mit staatlichen und gesellschaftlichen Bauten Kunstwerke mit Aussagewert zu schaffen. Aufgrund seines Verweilcharakters bot sich der zwischen Bahnhofstraße und Straße der Nationen gelegene Fußgängerbereich entlang der heutigen Brückenstraße für eine derartige künstlerische Freiraumgestaltung an. Thema des zu diesem Zweck vom Auftraggeber, dem Rat der Stadt Karl-Marx-Stadt, veranstalteten Wettbewerbs waren fünf Lobgedichte Bertolt Brechts – „Lob des Kommunismus“, „Lob der Partei“, „Lob des Revolutionärs“, „Lob des Lernens“ und „Lob der Dialektik“. Der Rostocker Joachim Jastram, Eberhard Roßdeutscher aus Magdeburg und Martin Wetzel aus Halle wurden eingeladen, ihre Ideen einzureichen. Zwar setzte sich 1969 Joachim Jastrams Konzept, das mehrere durchbrochene Reliefwände rechtwinklig oder parallel zur Straße um eine hoch aufragende Stele vorsah, durch. Auf eigenen Wunsch jedoch arbeiteten die drei Künstler gemeinsam weiter an der Realisierung der „Lobgedichte“. Die im Stil des Sozialistischen Realismus gestalteten Relieffelder führen dem Betrachter, unterstützt durch Auszüge der Brecht’schen Texte, die Entwicklung des Menschen zum Kommunismus vor Augen und stehen mit ihrer inhaltlichen Abfolge beispielhaft für die sozialistische Geschichtsschreibung und -vermittlung, weshalb das Ensemble neben seinem künstlerischen Wert auch zeitgeschichtliche Bedeutung aufweist. Die Planung der längsrechteckigen Freifläche unterlag dem Wohnungsbaukombinat Karl-Marx-Stadt, Abteilung Grünplanung. Sie besitzt straßenbegleitend in Höhe der siebengeschossigen Bebauung eine ca. 10 Meter breite und 50 Meter lange, flach eingefasste Rasenfläche, die von einer doppelreihigen Lindenallee eingefasst wird. Auf der etwa 30 mal 50 Meter großen Fläche vor dem nur zweigeschossigen Mittelbau konzentrieren sich die Bildwände und die Stele. Hochbeete zwischen den beiden Rasenflächen und das langgestreckte Hochbeet parallel zum Siebengeschosser in Richtung Bahnhofstraße verleihen dem Fußgängerbereich Struktur. Einen Farbkontrast zu den dunklen Beet- und Rasenflächen bilden die 80 mal 80 cm großen hellen Gehwegplatten aus Waschbeton. Am 6. Oktober 1972 wurde der gestaltete Straßenabschnitt mit Grünflächen und dem Skulpturenensemble fertiggestellt und am Tag der Republik, dem 7. Oktober, feierlich übergeben. Anhand dieses Straßenabschnitts lässt sich das Zusammenwirken von gestalteter Freifläche und Kunst im öffentlichen Raum innerhalb der sozialistischen Stadtgestaltung der 1960er/1970er in einem weitgehend authentisch überkommenen Zustand ablesen und besitzt somit auch gartengeschichtlichen Wert.
6. ↑  Verwaltungsgebäude, Karl-Marx-Monument und gärtnerische Anlage:

Der lang gestreckte, in Höhe des gegenüber liegenden Hotel-Hochhauses zweifach abgeknickte Baukörper des Verwaltungsgebäudes, ehemals „Haus der Staatsorgane“, bildet zwischen Straße der Nationen und Theaterstraße die nördliche Platzbegrenzung des Karl-Marx-Forums. Der Entwurf des Stahlbeton-Montagebaus stammt von einem Architektenkollektiv unter der Leitung von Wolfgang Sehm. In einem ersten Bauabschnitt wurde der östliche Gebäudeteil von 1968 bis 1971 errichtet. Er bildet mit der in die Fassade integrierten Schriftwand den räumlichen Hintergrund für das vor dem Gebäude aufgestellte Karl-Marx-Monument. Der westliche Baukörper folgte von 1977 bis 1979. Er vermittelt durch die zweifach abgeknickte horizontale Aluminiumbandfassade zu dem auf der anderen Seite der Brückenstraße gelegenen Stadthallenareal mit dem vertikal gegliederten Hotel-Hochhaus. Im Inneren des Gebäudes haben sich viele originale Details erhalten, dazu gehören Treppenhäuser, Wandverkleidungen, Flure, ein Paternoster und originale Aluminiumtürrahmen. Durch seine Größe und Lage sowie durch das Zusammenspiel mit den ebenfalls unter Denkmalschutz stehenden Wohn- und Ladenbauten an der Straße der Nationen, der Stadthalle mit Hotel-Hochhaus, der Hauptpost und dem Karl-Marx-Monument gehört das Haus der Staatsorgane ebenso zu den bildprägenden Bauten des neuen Stadtzentrums von Karl-Marx-Stadt. Aus diesem Grund besitzt das Gebäudeareal neben der stadtbau- und baugeschichtlichen Bedeutung eine große städtebauliche Bedeutung.

1971 wurde das von dem sowjetischen Bildhauer Lew Kerbel entworfene und ausgeführte Karl-Marx-Monument mit der dahinter liegenden haushohen Schrifttafel, die nach Entwürfen des Bildhauers Volker Beier und des Gebrauchsgrafikers Heinz Schumann geschaffen wurde, feierlich enthüllt. Zur Denkmalanlage gehört eine rahmende platzartig gestaltete gärtnerische Anlage vor den Gebäudeteilen des „Hauses der Staatsorgane“. Das bronzene Kopfmonument des Philosophen Karl Marx befindet sich auf einem 4,50 Meter hohen, mit ukrainischem Korninski-Granit verkleideten Sockel. Die Schrifttafel enthält in zahlreichen Sprachen den künstlerisch gestalteten Schriftzug „Proletarier aller Länder - vereinigt euch!“.

Wesentlicher Gesichtspunkt für die Gestaltung des dahinter befindlichen Gebäudes ist der enge Bezug zu dem vor dem Bau aufgestellten Karl-Marx-Monument, durch den die neu geschaffene Mitte von Karl-Marx-Stadt eine ideologische Überhöhung erfuhr. Mit der überdimensionalen Schrifttafel am Treppenhaus und der zweifach geknickten Gebäudefront wurde das „Haus der Staatsorgane“ als Folie für die Großskulptur konzipiert. Diese Denkmalanlage war politisches Bekenntnis und stand für den Wiederaufbau des im Zweiten Weltkrieg stark zerstörten Stadtzentrums. Zugleich war es eine Selbstreflexion der einstigen Hochburg der Textilindustrie. Auch nach dem Zweiten Weltkrieg blieb Karl-Marx-Stadt (Chemnitz) eine bedeutende Industriestadt und damit auch Heimat der Arbeiter. Die Denkmalanlage im Zentrum der Stadt erlangt somit eine überregionale künstlerische und geschichtliche Bedeutung, für die Stadtgeschichte ist es überaus bedeutsam. Denkmalwürdig ist diese auf Grund ihrer Singularität.

Die Freiflächengestaltung vor dem Gebäude bildet das Entree für das Haus der Staatsorgane und wird durch das Karl-Marx-Monument dominiert. Die Gestaltung zielt daher vor allem auf die Inszenierung des Denkmals: Eine breite Treppe mit Stufen und Wangen aus Granit führt von der Brückenstraße zum Monument hinauf. Eine weitere seitliche Treppe ermöglichte den Abgang bei politischen Großveranstaltungen. Die Fläche um das Monument ist mit hochwertigen rechteckigen Granitplatten belegt.

Das südöstlich angrenzende schachbrettartig gerasterte Beet war ursprünglich abwechselnd mit Wechselflor und Rasen bepflanzt, wodurch die geometrische Fläche lebendig wirkte. Nordwestlich des Monuments befindet sich eine rechteckige Rasenfläche mit einer Baumreihe aus Silber-Ahornen vor der Fassade des Gebäudes und Wacholderpflanzungen entlang der Straße. Im Westen des Gebäudes zieht sich ein intimer gestalteter Bereich mit organisch geformten Pflanzflächen und einer reichhaltigen Bepflanzung aus Stauden, Ziersträuchern und Koniferen, einem nierenförmigen Wasserbecken und landschaftlich geschwungenen Wegen um das W-förmige Gebäudeende. Die Fußwege entlang der Mühlenstraße, der Brückenstraße und der Straße der Nationen sind mit großformatigen Betonplatten belegt. Die Freianlagen bilden mit dem Haus der Staatsorgane und dem Karl-Marx-Monument eine Einheit von Denkmalwert.
7. ↑  Fabrikgebäude in der Georgstraße 40:

Der Fabrikstandort geht auf die sogenannte „Neumühle“ zurück, eine Mahlmühle, die 1546 bis 1552 unweit des Chemnitzflusses als „Untermühle“ errichtet wurde. Nachfolgend als zweite, „neue“ Mühle in den Besitz der Stadt Chemnitz gelangt, ändere sich ihre Bezeichnung zur „Neumühle“. Anfang des 19. Jahrhunderts ergänzte der damalige Eigentümer Leberecht Gelbrich die viergängige Mahlmühle, die zugleich auch ein Schneidwerk aufwies, um eine Baumwollspinnerei. Um 1865 diente das Mühlgebäude dem Webereibesitzer Eduard Lochmann kurzzeitig als Wohnhaus, später als Weberei. Ab1882 beherbergten die Gebäude des ehemaligen Mühlenstandorts, darunter auch das heute noch erhaltene, 1873/1874 errichtete straßenseitige Gebäude, verschiedene Gewerbebetriebe, u. a. eine Florettspinnerei, ein Maschinenbaugeschäft und ein Manufakturwarengeschäft. 1902 nutzte der nun auftretende Eigentümer Richard Heigis das inzwischen umgebaute Gebäude wiederum für eine mechanische Weberei, während im Seitengebäude eine Kattundruckerei von Felber & Co. ansässig war. Um 1915 befanden sich die Maschinenfabrik Saxonia, eine Autoreifen-Reparaturwerkstatt, ein Maschinenstickereigeschäft, eine Sattler- und Wagenlackiererei, ein Tambourgeschäft, eine Textilmaschinenfabrik, eine Baumaterialienhandlung sowie eine Niederlassung der Leipziger Steinholzwerke auf dem Standort. Ab 1933 nutzte das Städtische Jugend- und Wohlfahrtsamt die vorhandenen Räumlichkeiten im straßenseitigen Fabrikgebäude für eine „Zweig- und Kassenstelle“, 1938/1939 dienten sie als Übergangsquartier für deutschstämmige Umsiedler aus Siebenbürgen, später zur Unterbringung von Kriegsgefangenen und Zwangsarbeitern. Nach 1945 wurden hier schließlich von den Chemnitzer Stadtwerken Betriebswohnungen (wohl für die Mitarbeiter des 1893/94 in unmittelbarer Nachbarschaft zum ehemaligen Mühlstandort errichteten städtischen Elektrizitätswerks) eingerichtet. Nachdem der Neumühlengraben als Wasserkraftquelle durch den um 1900 erfolgten Anschluss an das Versorgungsnetz des E-Werks obsolet wurde, nutzte letzteres das Grabenwasser bis zu dessen Stilllegung in den 1960er-Jahren noch zu Kühlzwecken und zum Dampfturbinenbetrieb, danach wurde der Grabenlauf verschüttet. Lediglich das nahegelegene „Neumühlenwehr“ belegt heute noch die einstige Wasserkraftnutzung am ehemaligen Mühlenstandort. Ebenso existiert die Neumühle selbst nicht mehr, jedoch zeugen die erhaltenen Gebäude von der industriellen Nachnutzung und baulichen Weiterentwicklung des Standortes. Für das Stadtbild prägend ist dabei der in den Jahren des „Gründerbooms“ kurz nach der Reichsgründung 1871 errichtete straßenseitige Bau, ein seltener Vertreter dieser Phase der Industrialisierung in Chemnitz, dessen wohlproportionierter Baukörper mit einer zurückhaltenden Gliederung durch Lisenen und Gesimse durch ein markantes Dachgesims und eine Attikazone bekrönt wird. Das schlichter gestaltete, ältere Seitengebäude, ein zweigeschossiger, mit Satteldach abschließender Massivbau, birgt im Erdgeschoss ein Kreuzgratgewölbe mit freier Mittelsäule. Beide Gebäude sind daher von baugeschichtlicher sowie von stadtentwicklungs- und industriegeschichtlicher Bedeutung.
8. ↑  Ehemaliges Umspannwerk auf dem Getreidemarkt:

Bereits 1909 errichtete Stadtbaurat Richard Möbius am Getreidemarkt ein Gebäude mit angeschlossenem Schalthaus für die Elektrizitätsversorgung der seit 1908 städtisch betriebenen Straßenbahn. 1929 wurde an dieser Stelle ein Umspannwerk nach einem Entwurf von Friedrich Wagner-Poltrock im Stil der Klassischen Moderne errichtet, wobei die bauliche Substanz des alten Schalthauses als Sockel für den Neubau weiter genutzt werden konnte und – um kräftige Pfeilervorbauten ergänzt – drei neue Obergeschosse sowie einen sechsgeschossigen Kopfbau erhielt. Das Umspannwerk beherbergte nun ein Batterielager im Kellergeschoss sowie Verwaltungsräume in den oberen Etagen. 1965 veränderte sich das Erscheinungsbild des Gebäudes in Folge einiger Umbaumaßnahmen unter Leitung von Gerhard Kötz, so wurden Langbau und Turm um jeweils eine Etage erhöht. Zwischen 2009 und 2012 folgte schließlich die Umnutzung des inzwischen bereits einige Zeit leerstehenden Gebäudes zu einer Jugendherberge.

Das Umspannwerk ist ein Sachzeugnis der städtischen Versorgungsstruktur zur Bereithaltung von Fahrstrom für die gerade erst in den städtischen Besitz übergegangene Chemnitzer Straßenbahn. Es ist daher nicht nur Dokument für die allgemeine Stadtgeschichte von Bedeutung, sondern als frühe Anlage zur Fahrstrom-Versorgung der seit 1893 elektrifizierten Straßenbahn vor allem auch für die technik- und verkehrsgeschichtliche Entwicklung von Chemnitz. Als architektonisch qualitätvoller Baukomplex der Klassischen Moderne in zentraler Lage kommt dem Umspannwerk zudem eine hohe städtebauliche Bedeutung zu.
9. ↑  Saxoniabrunnen:

Ähnlich weiteren Ende des 19., Anfang des 20. Jahrhunderts errichteten Chemnitzer Brunnen geht auch der heute auf dem Johannisplatz aufgestellte „Saxoniabrunnen“ auf die Initiative des 1863 gegründeten Chemnitzer Verschönerungsvereins zurück. Eine überlebensgroße, bronzene Saxonia, Beschützerin des Handels und der Industrie, bekrönt auf hohem Postament stehend den Brunnen. Schützend hält sie die Hand über die zu beiden Seiten auf niedrigeren Postamenten sitzenden Allegorien der für Chemnitz wichtigen Textil- und Eisenindustrie, verkörpert durch eine Spinnerin und einen Schmied. Der Entwurf für diesen Brunnen, der dank großzügiger Spenden des sächsischen Innenministeriums, das für den figürlichen Schmuck aufkam, der Stadt und des Vereins realisiert werden konnte, stammt von dem Bildhauer Bruno Fischer und dem Architekten Hans Pätzel aus Dresden. Nach Abwägung unterschiedlicher Standortvarianten konnte der Brunnen am 9. Juli 1893 feierlich auf dem damaligen Roßmarkt enthüllt und der Stadt übergeben werden. An diesem Ort überdauerte er, bis die Bronzeplastiken 1941 zu Kriegszwecken abgenommen und eingeschmolzen wurden. Der Unterbau wurde „zur anderweitigen Wiederverwendung“ zunächst auf dem Bauhof zwischengelagert. Teile des Unterbaus, die 1985 wiederaufgefunden worden waren, bildeten den Grundstock für die Wiederaufstellung des Brunnens auf dem Johannisplatz im Jahr 2011. Ergänzt um die Kopien von Schmied, Spinnerin und Saxonia, ist der Brunnen seit Juli 2013 wieder in Gänze wahrnehmbar.

Der in der 2. Hälfte des 19. Jahrhunderts gegründete Verschönerungsverein, auf dessen Initiative die Schaffung des „Saxoniabrunnens“ zurückgeht, war für die Frei- und Grünflächengestaltung der durch die Industrialisierung geprägten Stadt von ungemeiner Bedeutung. Als Dokument des positiven Wirkens dieses Vereins ist der Brunnen von ortsgeschichtlicher Bedeutung. Gleichzeitig ist der in historistischer Manier gestaltete Entwurf Fischers und Pätzels von hoher Qualität und deshalb künstlerisch bedeutend.
10. ↑  Sachgesamtheit Wiederaufbaugebiet Reitbahnstraße:

Die Bebauung des Geländes an der Reitbahnstraße steht in Chemnitz für den Beginn des Wiederaufbaus nach den Zerstörungen des Zweiten Weltkrieges. 1951–53 entstand als erstes geschlossenes Wiederaufbaugebiet im Rahmen eines Sonderprogrammes das Viertel an der Reitbahnstraße (ehemals Ernst-Thälmann-Straße). Der neu bebaute Bereich wird im Norden durch die Moritzstraße, im Westen durch Annaberger Straße und Fritz-Reuter-Straße, im Osten durch die Zschopauer Straße und im Süden durch den Bernsbachplatz begrenzt. Auf dem Gelände bestand bis zur Kriegszerstörung ein in der zweiten Hälfte des 19. Jahrhunderts bebautes, durch seine Nähe zum Stadtzentrum ausgezeichnetes Wohnquartier. Ein rechtwinkliges Straßennetz und eine dichte Blockrandbebauung charakterisierten das Viertel. Der Bebauungsplan für das Wiederaufbaugebiet stammt von Werner Oehme, seit 1950 Leiter der Entwurfsabteilung im Stadtplanungsamt. Oehmes Plan lehnt sich an das historische Straßenmuster an, überführt jedoch dessen ehemals gleichförmiges Wegenetz in ein hierarchisch abgestuftes System aus Haupt- und Nebenstraßen. Reitbahnstraße und Annenstraße sind gegenüber dem historischen Zustand verbreitert und als Hauptachsen ausgewiesen.

Am Kreuzungspunkt der Hauptachsen weitet sich die Annenstraße zu einer rechteckigen Platzanlage, die dem Gebiet ein neues Zentrum gibt. Den Westrand des Platzes beherrscht die 1952–53 von Rudolf Weißer ausgeführte Annenschule (Annenstraße 23). Die Struktur des Wiederaufbaugebietes lässt sich als Mischform aus Blockrand- und Zeilenbebauung beschreiben. Die ehemals fest gefügte Blockstruktur ist gelockert, der beidseitig geschlossene Straßenraum jedoch beibehalten. Konsequent folgen die Zeilen dem Straßenverlauf, L-förmig umgreifen sie die Straßenecken. So entstehen blockähnliche Gebilde, die jeweils mehrere Blöcke der Vorkriegsbebauung zusammenfassen.

Erhaltene Altbauten sind an zahlreichen Stellen in die Neubebauung einbezogen. In der Regel haben die Zeilen vier, in einigen Fällen fünf Wohngeschosse. Das Kellergeschoss ist zumeist leicht angehoben und tritt nach außen als niedriger Sockel in Erscheinung. Das Band der Kellerfenster wiederholt sich in den kleinen Luken des Trockenbodens, die sich zu einem bekrönenden Fries verbinden. Die Zeilen besitzen flach geneigte Dächer mit knappem Überstand. Innerhalb des Wiederaufbaugebietes lassen sich die 1951–52 ausgeführten Gebäude deutlich von denen des Jahres 1953 unterscheiden.

Aus der ersten Bebauungsphase stammen die Zeilen an der Zschopauer Straße und Moritzstraße, im nördlichen Abschnitt der Reitbahnstraße (Nr. 19–21 und 24–30), auf der Nordseite der Annenstraße (Nr. 2, 6–14, 18, 22–32) sowie zwischen Reitbahnstraße und Brauhausstraße. Da die Bauausführung unter dem Diktat schärfster Materialknappheit stand, wurden die Gebäude als „Chemnitzer Gewölbehäuser“ errichtet. Die seit 1947 in der Stadt erprobte Gewölbebauweise ermöglichte es, ohne Holz und Eisen auszukommen. Von den durch Mangel geprägten Bedingungen des Wiederaufbaus erzählen auch die schlichten Fassaden der Wohnzeilen. Nur die vorspringenden Treppenhäuser beleben die glatt verputzten Fronten. Das traditionalistische Detail beschränkt sich auf schmale Gesimsstreifen und die Segmentbögen einzelner Portale. Sockelbereich und Treppenhäuser sind mit dem ortstypischen Porphyr verkleidet. Die Schlichtheit der älteren Wohnzeilen weicht in der zweiten Bebauungsphase einem aufwendigeren Dekor. Historisierende Werksteindetails, geometrisches Putzornament und gusseiserne Fensterbrüstungen bereichern die Fassaden. Der höhere gestalterische Anspruch kommt in dem fünfgeschossigen Block gegenüber der Annenschule (Reitbahnstraße 23–25) zur stärksten Wirkung. Einen neuen Fassadenschmuck erhielten auch einige der in die Bebauung integrierten Altbauten (so das Haus Moritzstraße 25). Erst 1956–57 errichtet wurden die Gebäude Reitbahnstraße 80–84 und Bernsbachplatz 5–6.

Als früheste großflächige Wohnbebauung nach 1945 ist das Viertel ein einzigartiges Zeugnis der Wiederaufbauzeit in Chemnitz. In der Bezugnahme auf den historischen Stadtplan und der Integration von Resten der Vorbebauung kommt das Bemühen zum Ausdruck, für die Erinnerung an das zerstörte Chemnitz Anknüpfungspunkte zu schaffen. Noch heute ist das Viertel als geschlossene städtebauliche Einheit erlebbar. Hieraus leitet sich die große stadtgeschichtliche und architekturgeschichtliche Bedeutung des Wohngebietes ab.
11. ↑  Kaufhaus Tietz:

Das ehemalige Warenhaus Tietz wurde als erstes großes Warenhaus der Stadt nach Plänen von Wilhelm Kreis von 1912 bis 1913 errichtet. Für den Innenausbau war das Dresdner Büro Lossow & Kühne zuständig. Nach Entwürfen des Chemnitzer Architekten Erich Basarke wurde 1927–1928 der noch original erhaltene Erweiterungsbau an der Wiesenstraße Ecke Moritzstrasse angefügt.

Der Entwurf von Kreis sah eine für die damalige Zeit moderne Stahlbetonskelettkonstruktion mit vier Vollgeschossen sowie einem Attikageschoss vor. Mit seiner vollständig sandsteinverkleideten Natursteinfassade ist das Gebäude charakteristisch für die modernen deutschen Warenhäuser der Jahrhundertwende. Aufgrund einer akzentuierten Fassadengliederung gelang es Kreis, den kolossalen Baukörper wieder in den Maßstab der städtebaulichen Umgebung zu bringen. Die Gestaltung der Fassaden, vor allem der Hauptansicht an der Wiesenstrasse, weist die für Kreis typisch sehr nüchtern gehaltene Formmotive des Neoklassizismus auf. Die beiden Haupteingänge sind durch Pseudorisalite mit flachen, ornamentbesetzten Dreiecksgiebeln hervorgehoben. Das Erdgeschoss weist großzügige Schaufensterflächen auf. Ein Raster eng gestellter Lisenen fasst erstes und zweites Obergeschoss zusammen. Ein Gegengewicht zu dieser vertikalen Ausrichtung der Fassade sind die beiden horizontal umlaufenden Gesimse über dem zweiten und dritten Obergeschoss. Das leicht zurückgesetzte Attikageschoss besitzt halbkreisförmige Fenster. Abgeschlossen wird der Bau von einem gekappten Walmdach. An der Ecke Wiesenstrasse / Bahnhofstrasse befindet sich vor einer kleinen Dachterrasse die Sandsteinfigur einer hockenden Frau von Johannes Knubel. Zentrales Element des Innenraums ist der große Lichthof, flankiert von zwei kleinen Lichthöfen. Die Innenausstattung gestaltete man dem Zeitgeschmack und der öffentlichen Bedeutung des Warenhauses entsprechend repräsentativ. Nach der Schließung des Chemnitzer Warenhauses des jüdischen Familienunternehmens Tietz durch die Nationalsozialisten 1938 wurde das große Gebäude für verschiedene Handels- und Lagerzwecke genutzt und im Innenraum teilweise umgebaut. Bei den Bombenangriffen der Alliierten im März 1945 wurde das Warenhaus getroffen und brannte aus. Lediglich der Erweiterungsbau von Erich Basarke blieb weitgehend unversehrt und wurde nach Kriegsende als Erzgebirgisches Warenhaus (Erwa) eröffnet. 1949 wurde die Immobilie verstaatlicht. 1951 wurden Sicherungs- und zum Teil Erneuerungsarbeiten vorgenommen. Erst 1957 beschlossen der Rat des Bezirkes und der Rat der Stadt Karl-Marx-Stadt die Rekonstruktion und den Umbau des Gebäudes zu einem modernen volkseigenen Warenhaus. Im Zeitraum von 1958 bis 1963 wurde das Vorhaben realisiert und als HO-CENTRUM-Warenhaus wiedereröffnet. Leitender Architekt war Werner Schulze, Innenarchitekt W. Schumann. Die Bauleitung übernahmen die Bauingenieure Werner Wendisch und Günter Lowitz. 1991 erwarb die Kaufhof AG das Gebäude und betrieb es bis zur Eröffnung der neuen Galeria Kaufhof im Jahre 2001. Das städtische Tochterunternehmen GGG übernahm das Haus. Im Jahr 2002 begannen die Sanierung sowie der Umbau zum Kulturzentrum und Geschäftshaus unter dem Namen „DAStietz“. Dabei rekonstruierte man historische Details, die beim Wiederaufbau der fünfziger Jahre verloren gegangen waren. Der Entwurf für die Umgestaltung stammt von der Firma C & E Consulting und Engineering Chemnitz unter Leitung von Tino Fritzsche. Eine besondere Attraktion ist der Versteinerte Wald – verkieselte Baumstämme aus dem Kambrium – im Lichthof. Zur Hauptfassade wurde nach dem Umbau die ehemals im Karreeinneren gelegene Rückseite an der Reitbahnstrasse. Bezeichnend ist deren großflächige Verglasung.

Das ehemalige Warenhaus Tietz ist denkmalfähig auf Grund seines baugeschichtlichen, sozialgeschichtlichen, künstlerischen wie auch personengeschichtlichen Wertes. Die imposante Bauausführung hebt die wachsende Bedeutung der Warenhausarchitektur als repräsentative Bauaufgabe in einem besonderen Maß hervor. Zugleich ist sie Ausdruck der wirtschaftlichen Stärke der damaligen Industriemetropole Chemnitz sowie eines sich wandelnden gesellschaftlichen Konsumverhaltens. Der Kölner Warenhauskonzern Tietz galt bis zur Ära des Nationalsozialismus als größtes Unternehmen dieser Art in ganz Deutschland. Das in Chemnitz errichtete Warenhaus gehört zu einer Gruppe von sieben großen Warenhäusern, die der Architekt Wilhelm Kreis in einem Zeitraum von fünf Jahren in ganz Deutschland errichtete.